# Bugatti Type 41
Pour les articles homonymes, voir Bugatti (homonymie), Type 41 et Royale.
 (avril 2023).
Si vous disposez d'ouvrages ou d'articles de référence ou si vous connaissez des sites web de qualité traitant du thème abordé ici, merci de compléter l'article en donnant les références utiles à sa vérifiabilité et en les liant à la section « Notes et références ».
La Bugatti Type 41 ou Bugatti Royale est une voiture limousine sportive de prestige du constructeur automobile Bugatti, construite entre 1927 et 1933 en sept exemplaires par Ettore Bugatti et son fils Jean Bugatti (le premier modèle prototype longtemps disparu et reconstruit d'origine est achevé en 2017, un modèle est assemblé par les frères Schlumpf dans les années 1960 à partir de pièces détachées d'origines, et une réplique exacte existe en Allemagne). Elle est considérée comme une des voitures de collection les plus exceptionnelles et chères de l'histoire de l'automobile, par son histoire, sa rareté, et par ses caractéristiques exceptionnelles pour son temps.

## Historique
En 1926, Ettore Bugatti et son fils Jean Bugatti dominent la compétition automobile de façon écrasante, avec leur Bugatti Type 35. Ils conçoivent leurs Bugatti Type 37 et Bugatti Type 40, ainsi que cette extraordinaire Bugatti Type 41 « Royale », pour dominer le monde de la voiture de luxe.

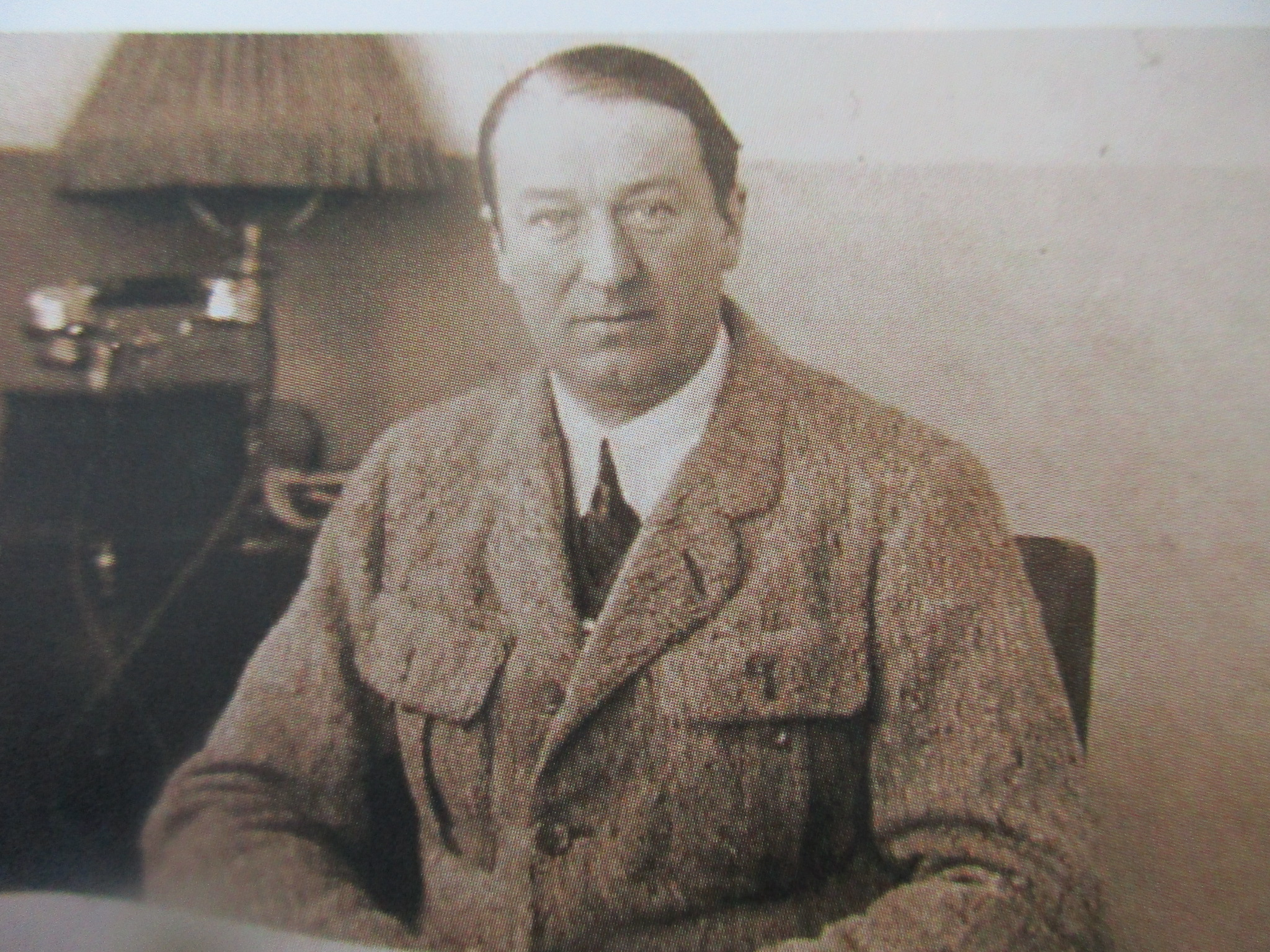
Ettore Bugatti dans les années 1930.
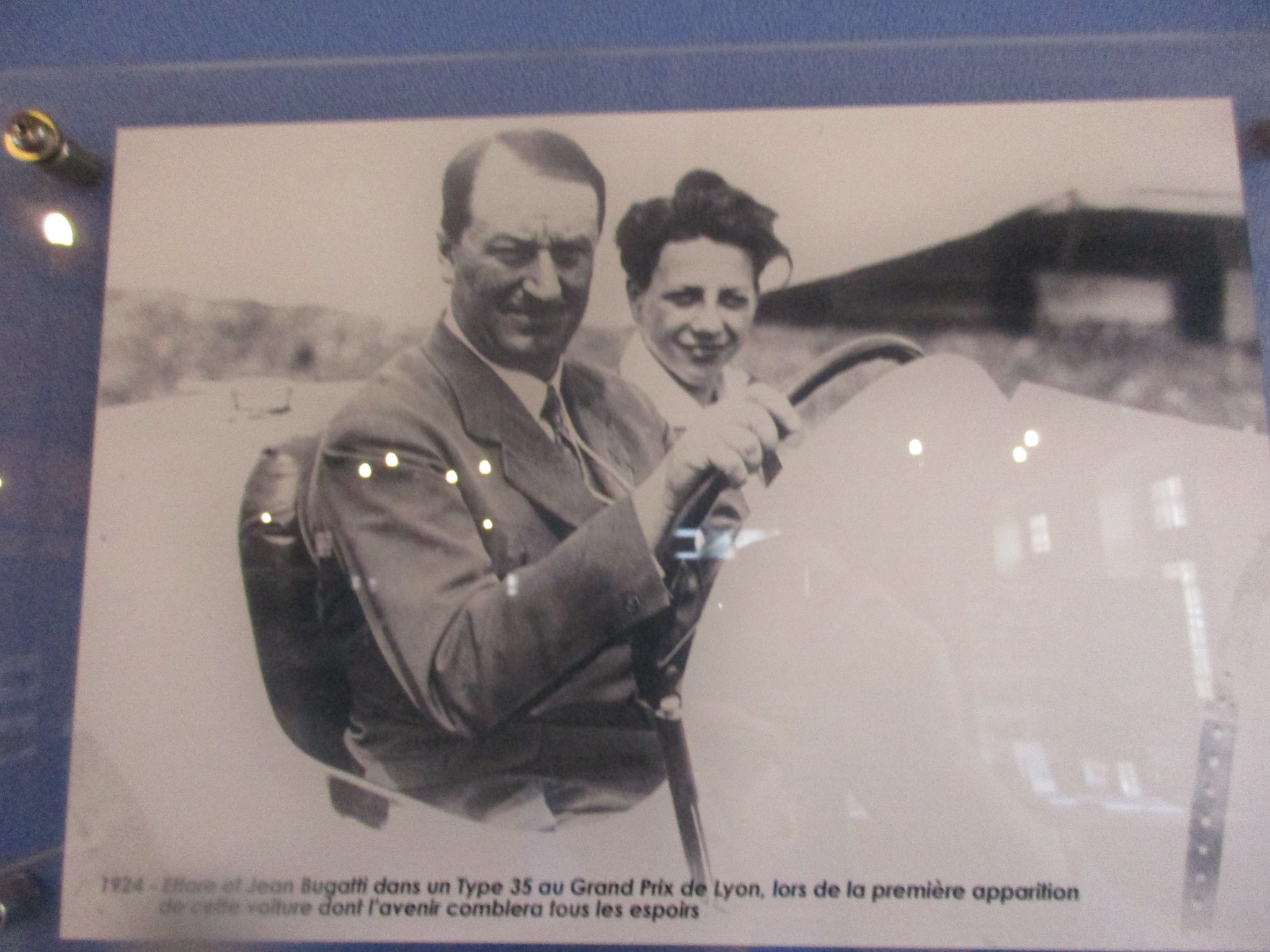
Ettore et son fils Jean Bugatti sur leur Bugatti Type 35 en 1924.
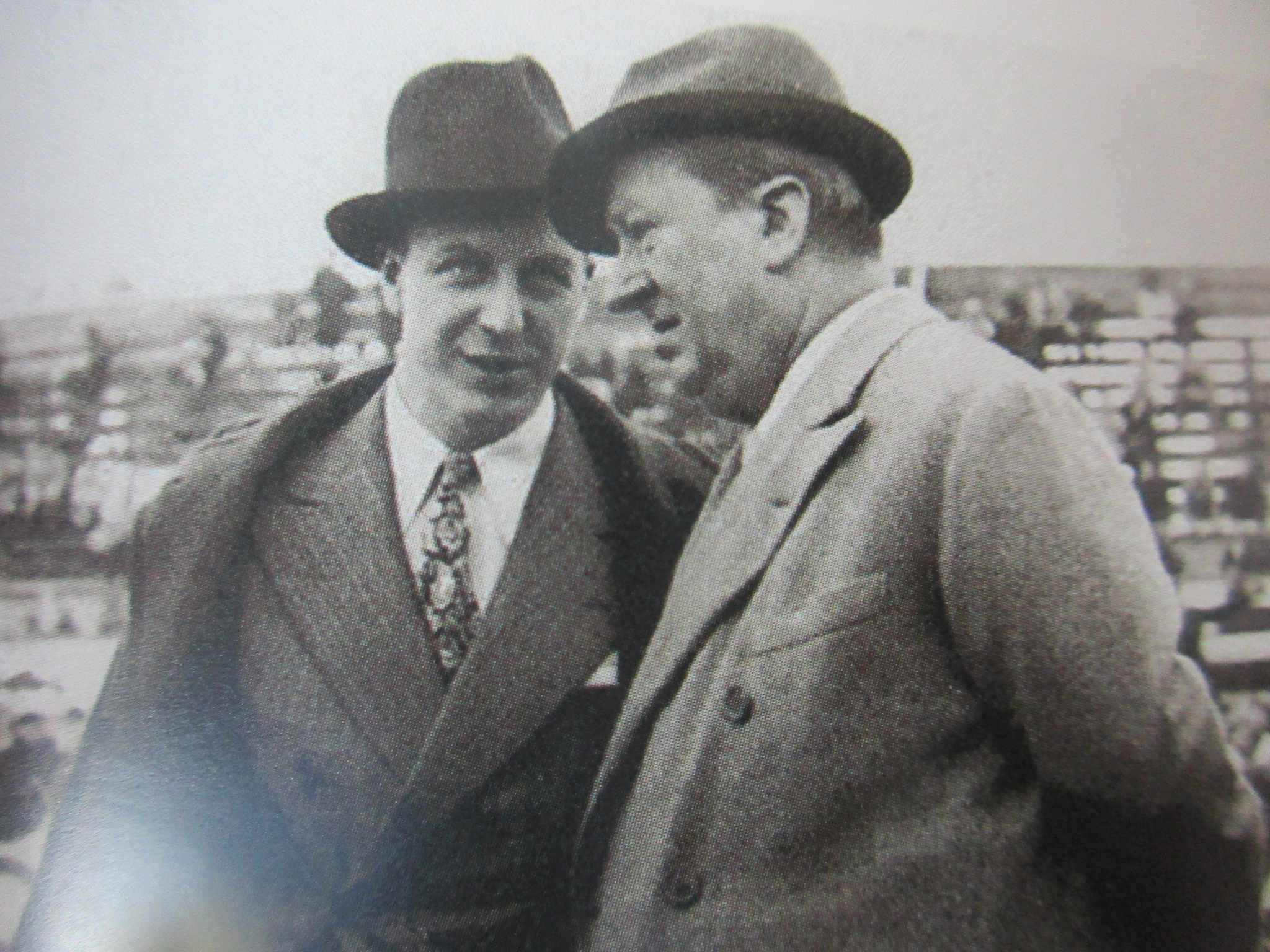
Ettore et Jean Bugatti dans les années 1930.
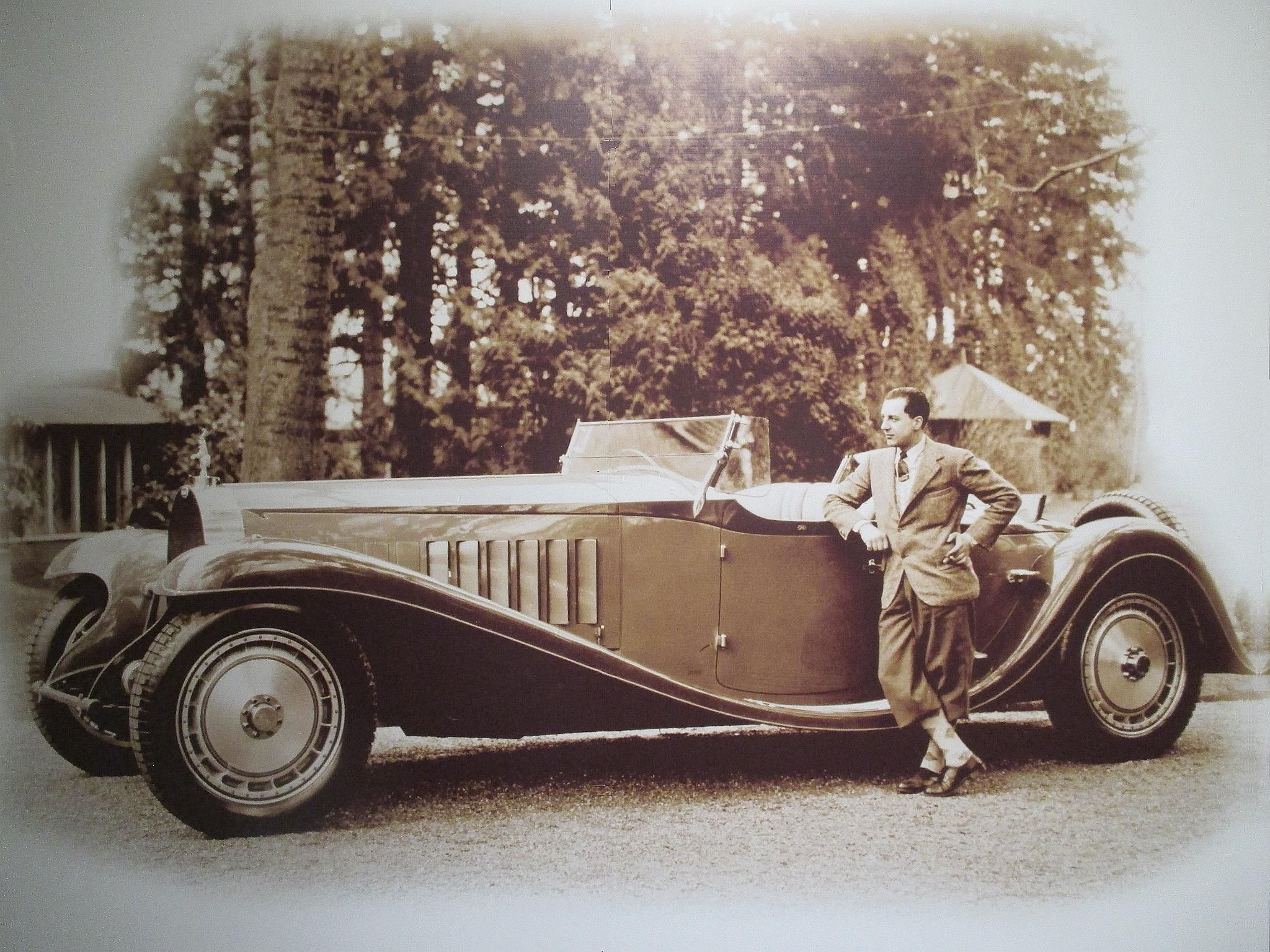
Jean Bugatti et sa Bugatti Royale Roadster Esders de 1932.

Avec cette Bugatti Royale, Ettore Bugatti va au bout de ses rêves de luxe d'élite en appliquant son célèbre adage personnel « Rien n'est trop beau, rien n'est trop cher », pour sa richissime clientèle d'élite internationale. Il conçoit personnellement dans son usine Bugatti de Molsheim, la voiture la plus ambitieuse, hors norme, exceptionnelle, monumentale, dominante, la plus grande, la plus belle, la plus luxueuse, la plus prestigieuse, la plus puissante, la plus performante, la plus fiable, et la plus chère de son temps, qu'il destine aux monarques, chefs d'État, et magnats d'industrie les plus riches de la planète,, avec ses 6,4 m de long et trois tonnes, elle offre des performances exceptionnelles comparables à celles des voitures de course les plus abouties de l'époque (vitesse des Bugatti Type 35). Très silencieux, le moteur, avec trois soupapes par cylindre, 350 kg à sec, double allumage, arbre à cames en tête et une cylindrée exceptionnelle de 12,7 L, consomme jusqu'à 60 litres aux 100 km, et permet probablement plus de 200 km/h de vitesse de pointe. Ce moteur serait inspiré et décliné de la série de moteurs d'avion Bugatti et Breguet-Bugatti King-Bugatti U-16 (16 cylindres en U de 24 Litres de cylindrée, pour 410 ch, 2 x 8 cylindres en ligne couplés en U) des années 1910 et de la Première Guerre mondiale et des moteurs 8 cylindres en ligne de Bugatti Type 35,,,.  

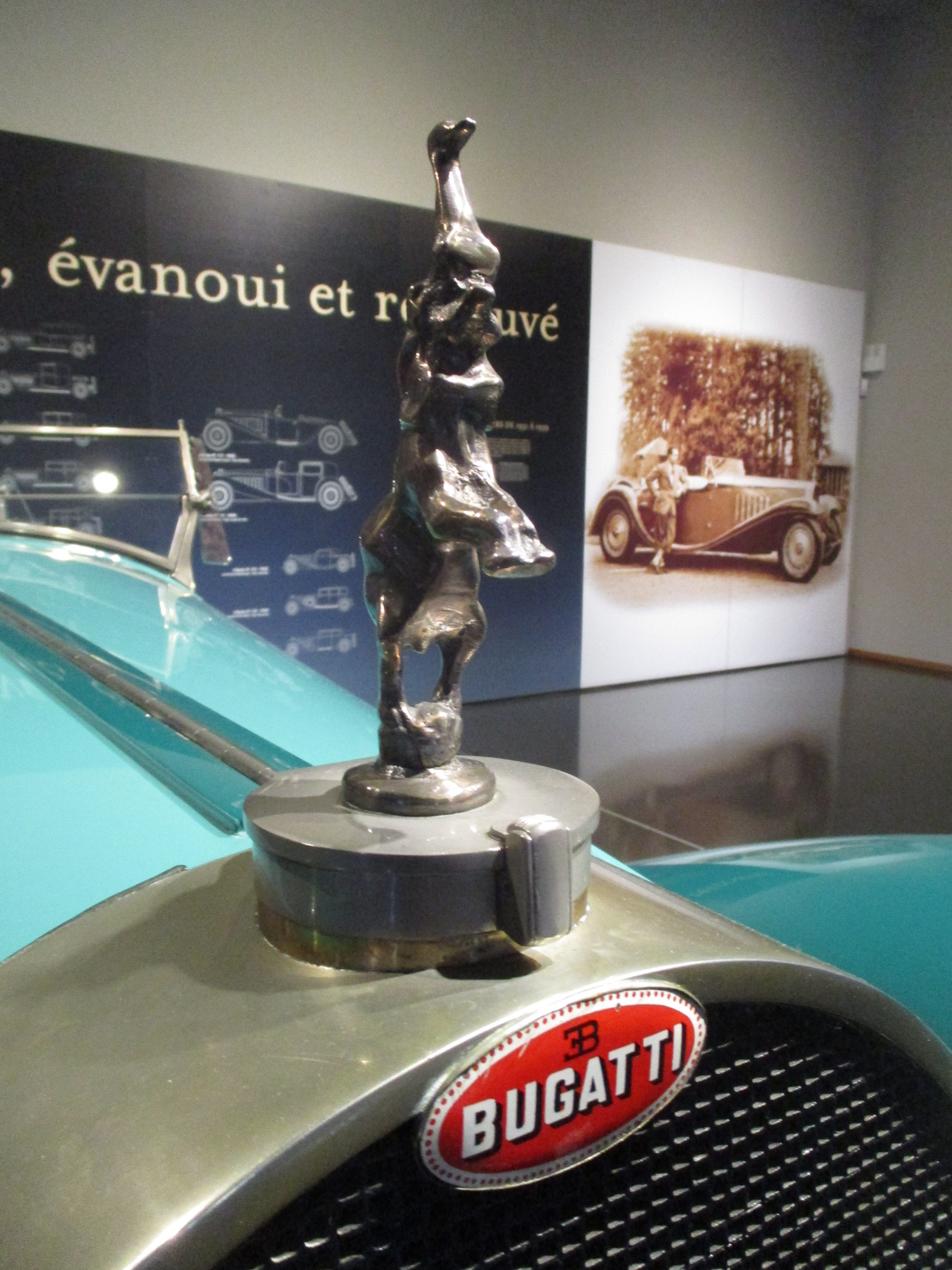
Bouchon de radiateur « éléphant dansant » de Bugatti Royale Roadster Esders de 1932, œuvre de Rembrandt Bugatti.

Les carrosseries sont dessinées par Ettore Bugatti, Jean Bugatti, ou par des carrossiers designers au choix du client. Le bouchon de radiateur en forme d'« éléphant dansant », est une œuvre de Rembrandt Bugatti, frère d'Ettore disparu en 1916. 
Vendue en France 660 000 francs avec une carrosserie Bugatti (trois fois le prix d'une Rolls-Royce), elle surpasse de façon démesurée, toutes ses concurrentes les plus prestigieuses et chères de l'époque, dont les Rolls-Royce Silver Ghost, Rolls-Royce Phantom I, Rolls-Royce Phantom II, Isotta Fraschini Tipo 8, Bentley 8 Litre, Delage D8-120, Mercedes-Benz 770, Maybach Zeppelin V12, Hispano-Suiza H6, Duesenberg J, Avions Voisin C25, Farman A6B, Bucciali, Cadillac V16, Packard, Renault 40CV... Elle peut être acquise au prix de 500 000 francs, moteur et châssis nu, charge à l'acheteur de la faire carrosser (par comparaison, une Peugeot 201 vaut alors vingt-cinq fois moins).

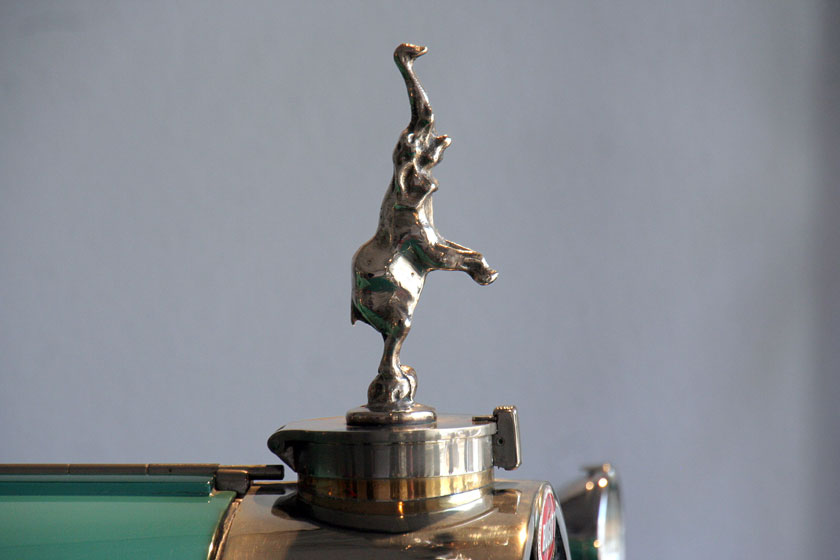
Bouchon de radiateur « éléphant dansant » de Royale.

Ettore Bugatti prévoit d'en produire vingt-cinq, mais à la suite de la Grande Dépression de 1929, le prix démesuré de son œuvre, ainsi que quelques problèmes de mise au point, lui valent un échec commercial cuisant. Il ne parvient à vendre que trois des six premiers modèles produits, aucun monarque ne l'achète, et trois invendus restent à l'usine, dont le Coupé du Patron - Coupé Napoléon, qu'il utilisera à titre de voiture personnelle toute sa vie,,,. La Bugatti Type 46 « Petite Royale » sera produite avec succès à environ 400 exemplaires entre 1929 et 1936, et les moteurs de Royale sont finalement produits pour motoriser avec succès technique et commercial (couplés par quatre, soit 800 ch) 88 Autorail Bugatti entre 1932 et 1939 (un des premiers train à grande vitesse du monde, avec une vitesse record du monde de 176 km/h de vitesse de pointe). 
À ce jour trois modèles des frères Schlumpf (41.100, 41.131, réplique du 41.111) sont exposés à la Cité de l'automobile de Mulhouse et classées aux monuments historiques en même temps que 430 modèles de la collection. Un modèle (41.111) appartient à l'usine Bugatti de Molsheim. Un modèle (41.121) est exposé au musée The Henry Ford de Détroit aux États-Unis. Un modèle (41.150) au musée de l'automobile de Blackhawk près de San Francisco, en Californie. Le modèle Coach Kellner (41.141), estimé à plus de dix millions de livres sterling, appartient à un propriétaire privé inconnu. La réplique du Coupé du Patron (réplique 41.100), est exposée au musée automobile et technologique de Sinsheim en Allemagne. Le modèle châssis 41.100 reconstitué en Packard Prototype « Coupé du patron » a été présenté au Mondorf-les-Bains Concours d'Elegance & Luxembourg Classic Days du Luxembourg en 2017.

## Caractéristiques techniques

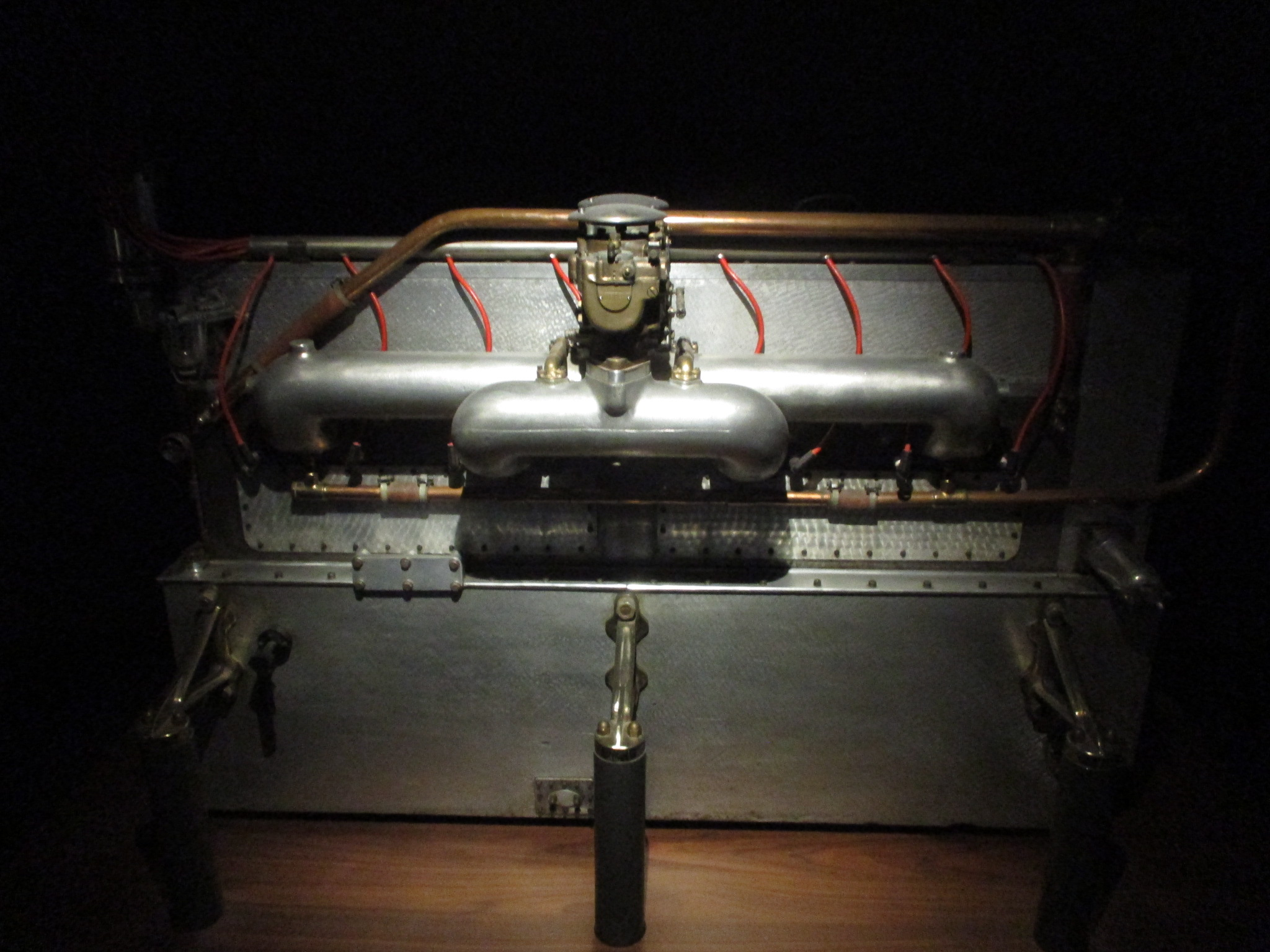
Moteur 8 cylindres en ligne de Bugatti Royale - 12,7 L de cylindrée - 300 ch (Cité de l'automobile de Mulhouse).

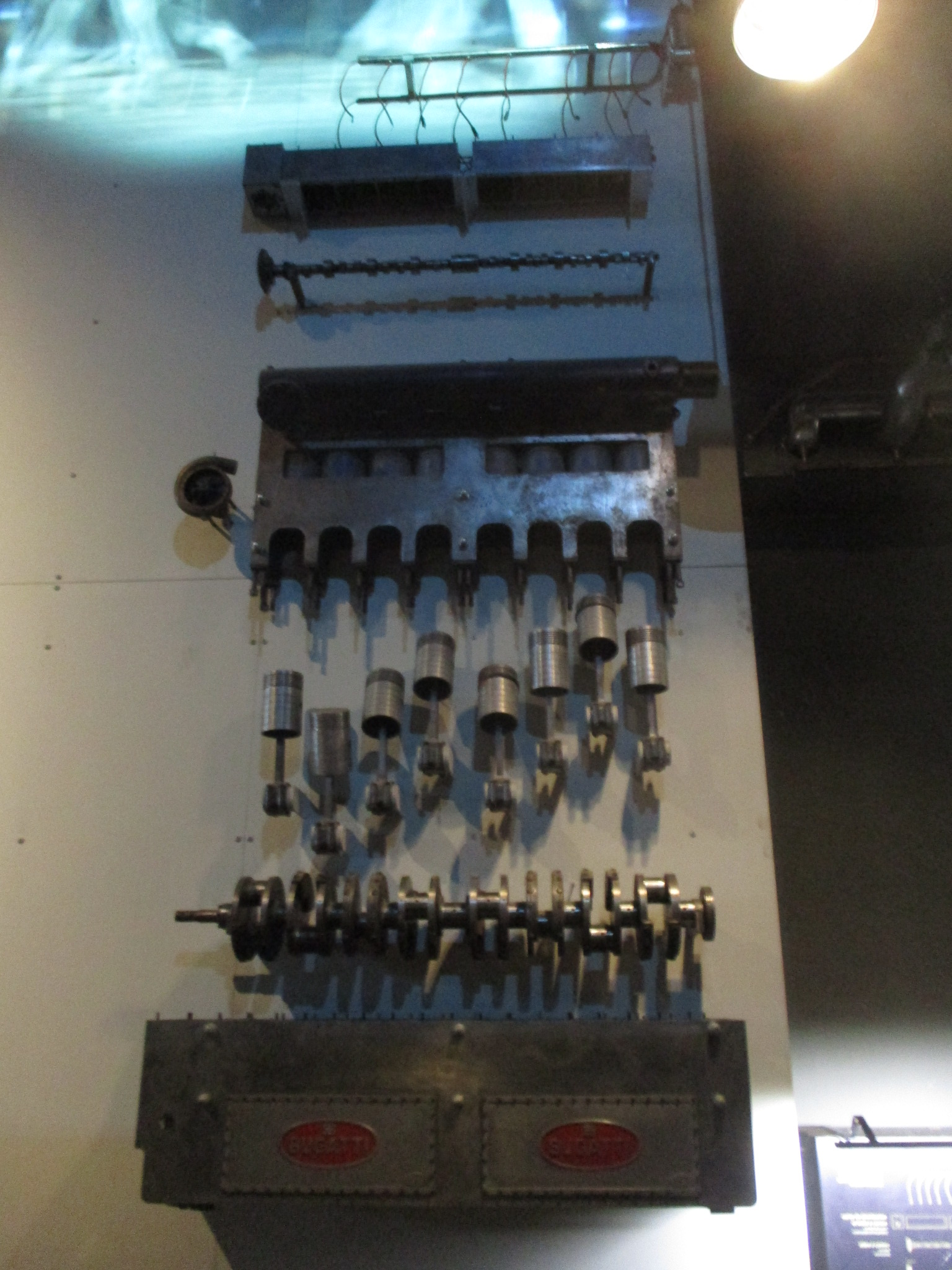
Vue éclatée du moteur (Cité de l'automobile de Mulhouse).

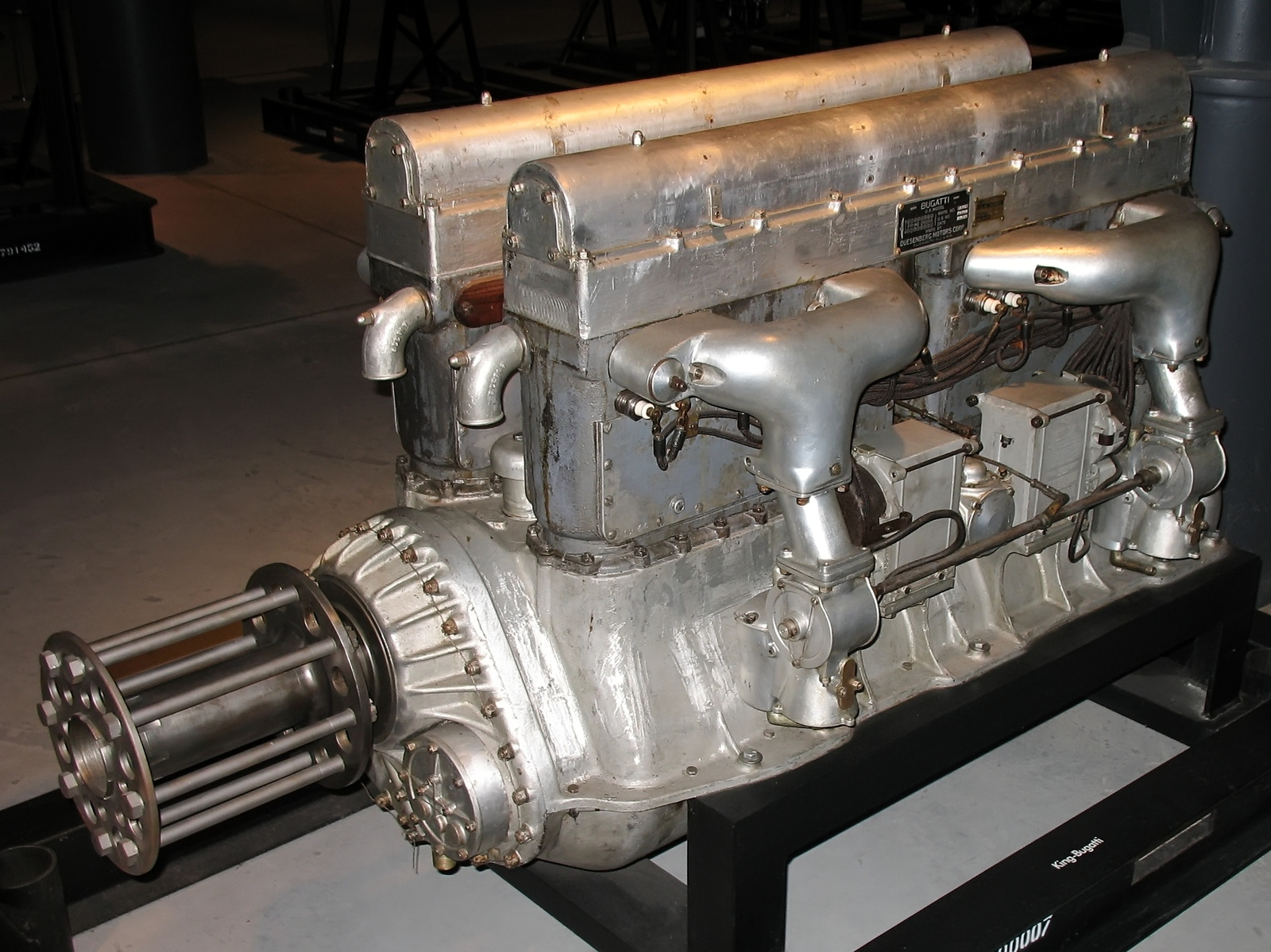
Moteurs d'avion Bugatti King-Bugatti U-16 de 24 L et 410 ch (2 x 8 cylindres en ligne couplés en U) de la Première Guerre mondiale.

La Royale, Type 41, mesure six mètres de long. Son moteur, un huit-cylindres en ligne de 12 litres développe une puissance de 200 à 300 chevaux, à 1 700 tr/min. Très silencieux, il offre un tel couple qu’un seul rapport de vitesse suffit, du ralenti jusqu’à la vitesse de croisière de 150 km/h. La boîte dispose néanmoins de trois vitesses : la première sert pour démarrer en côte et la troisième est une surmultipliée qui peut emmener les trois tonnes de la berline à 180, voire 200 km/h, des vitesses alors seulement atteintes en course.
Le roadster piloté par Jean Bugatti aurait été chronométré à environ 205 km/h lors d'un essai sur l'anneau de Montlhéry[réf. nécessaire]. La célèbre déclinaison « Coupé de Ville », photographiée de profil dans la fiche de présentation, atteint quant à elle une vitesse maximale d'environ 160 km/h :
- 8 cylindres en ligne, 125 mm d'alésage et 130 mm de course dont la longueur totale est de 1 420 mm ;
- cylindrée : 12 763 cm3 (A × C : 125 × 130 mm) ;
- 1 arbre à cames en tête - trois soupapes par cylindre ;
- 1 seul carburateur construit par Bugatti spécialement pour la Royale ;
- puissance estimée : de 200 à 300 ch à 1 700 tr/min ;
- régime maximal du moteur : 3 000 tr/min ;
- cylindres en fonte, deux bougies d'allumage par cylindre ;
- contenance maxi. du carter d'huile : 14 litres ;
- contenance maxi. du radiateur d'eau : 48 litres ;
- consommation : entre 30 et 60 litres aux 100 km, 40 litres de moyenne en version Coupé de Ville ;
- réservoir de carburant du Coupé de Ville : 190 litres ;
- poids du moteur : 350 kg (estimation) ;
- poids à vide total : 3 125 kg ;
- boîte de vitesses : boîte-pont à trois rapports, le deuxième est une prise directe, et le troisième est surmultiplié. Le couple du pont est de 16/54 ;
- vitesse maxi : 200 km/h[8] en roadster, et 160 km/h pour le Coupé de Ville.

## Les six exemplaires et le prototype originels
Les numéros de châssis sont ici accompagnés de l'appellation usuelle, donnée selon les caractéristiques de la carrosserie, l'identité de son propriétaire ou le nom du carrossier.

### 41.100 - Bugatti Royale Coupé Napoléon - Coupé du Patron
Le coupé du Patron est la voiture personnelle avec chauffeur d'Ettore Bugatti, puis reste la propriété de la famille Bugatti jusqu'en 1963, où il est acheté par les Frères Schlumpf, pour leur collection Schlumpf (collection acquise et exposée depuis 1982 à la Cité de l'automobile de Mulhouse). 

#### Premier modèle - Prototype
Ce numéro de châssis 41.100 a porté les carrosseries suivantes :
- Torpédo en 1926 (carrosserie récupérée sur une Packard). La voiture est aussi connue sous le nom de « Coupé du patron ».
- Coupé fiacre en 1928 (par Ettore Bugatti).
- Berline de style hippomobile en 1928 (par Ettore Bugatti).
- Coach en 1929 (par Charles Weymann), détruit par un accident d'Ettore Bugatti qui s’est endormi à son volant sur la route Paris-Strasbourg en 1931.
- Torpédo en 2011, à la suite de la reconstruction du véhicule à partir du châssis d'origine[11] selon le modèle de carrosserie de 1926, présenté au Mondorf-les-Bains Concours d'Elegance & Luxembourg Classic Days 2017[12].

Bugatti Royale « Coupé du patron »
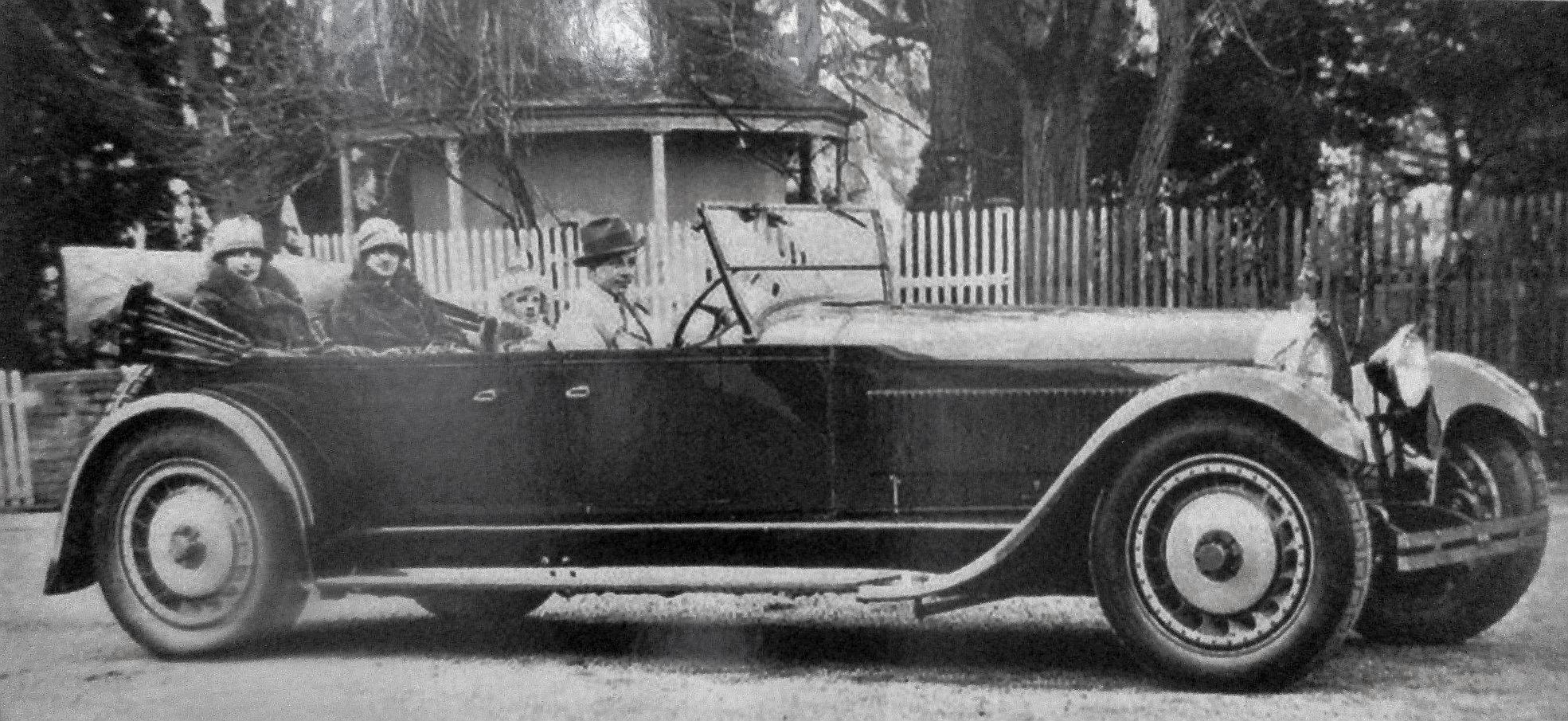
Première carrosserie Torpédo Packard Prototype « Coupé du patron » de 1926, avec les enfants d'Ettore Bugatti (Jean, L'Ebe, Lidia, et Roland).
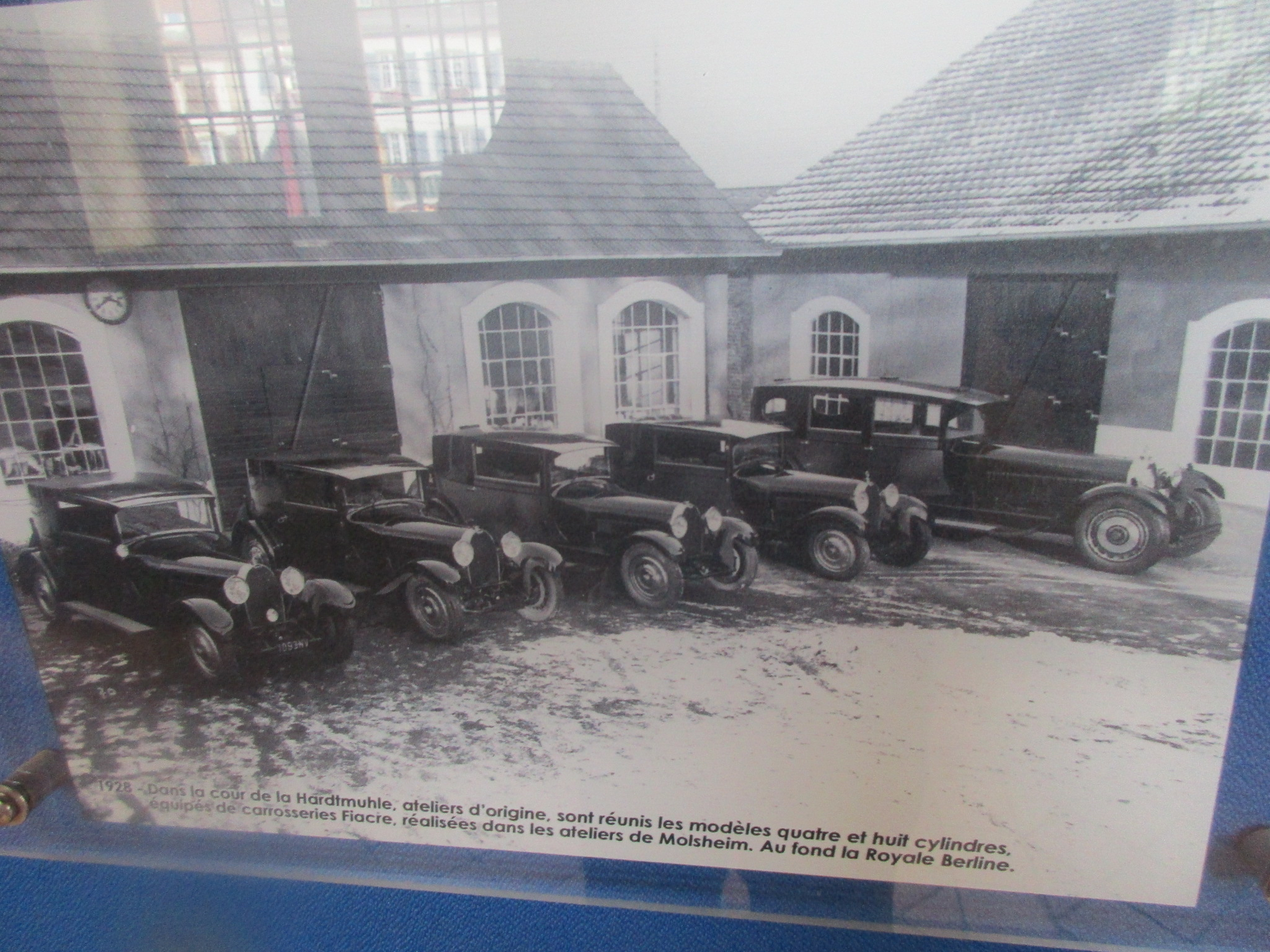
Carrosserie Berline de 1928 d'Ettore Bugatti, dans la cour de l'Usine Bugatti de Molsheim.
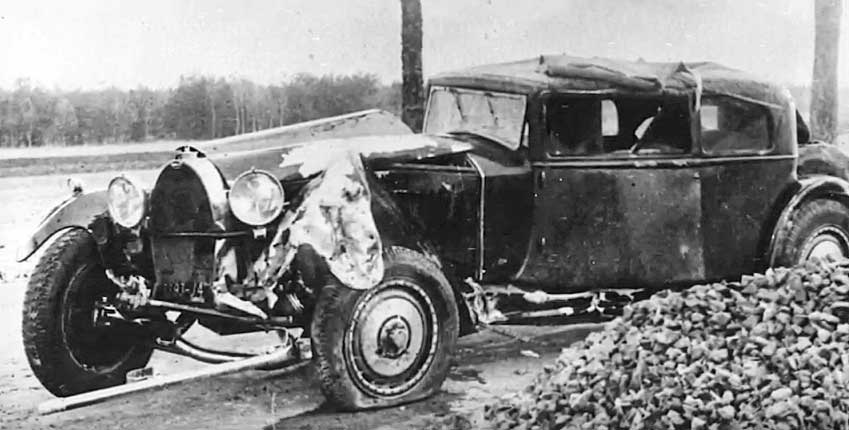
Bugatti Royale après l'accident d'Ettore Bugatti en 1931.
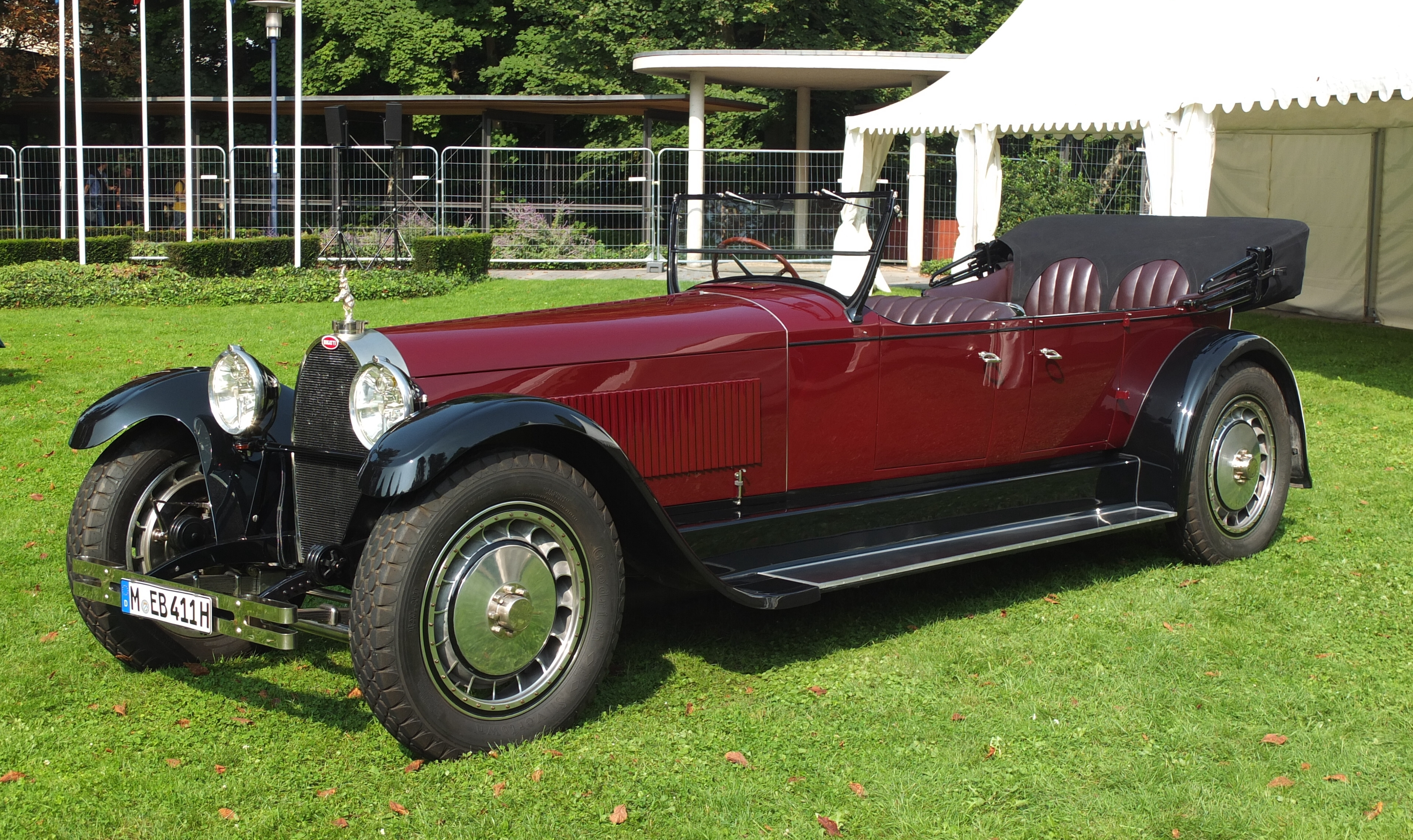
Modèle reconstruit des années 2010, à l'image de la première carrosserie Torpédo Packard Prototype « Coupé du patron » de 1926[13].

#### Second modèle
Coupé de ville en 1931 par Jean Bugatti, sur un nouveau châssis plus court portant également le numéro 41.100, surnommé « Coupé du Patron » ou « Coupé Napoléon ». Il est équipé d'un toit vitré à la demande de l'épouse d'Ettore, qui selon la légende Bugatti, aimait admirer le ciel étoilé pendant ses voyages de nuit. 
En juin 2025, la Bugatti Royale Coupé Napoléon, presque centenaire, a été testée avec du carburant de synthèse issu de sources renouvelables sans pétrole au Musée National de l'Automobile, à Mulhouse. 

Bugatti Royale « Coupé du patron » ou « Coupé Napoléon »
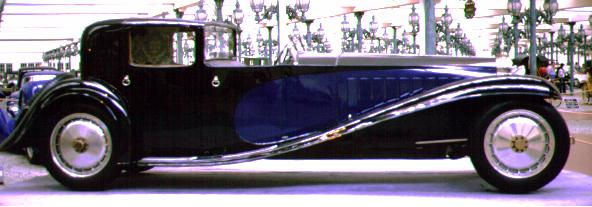
Cité de l'Automobile de Mulhouse.
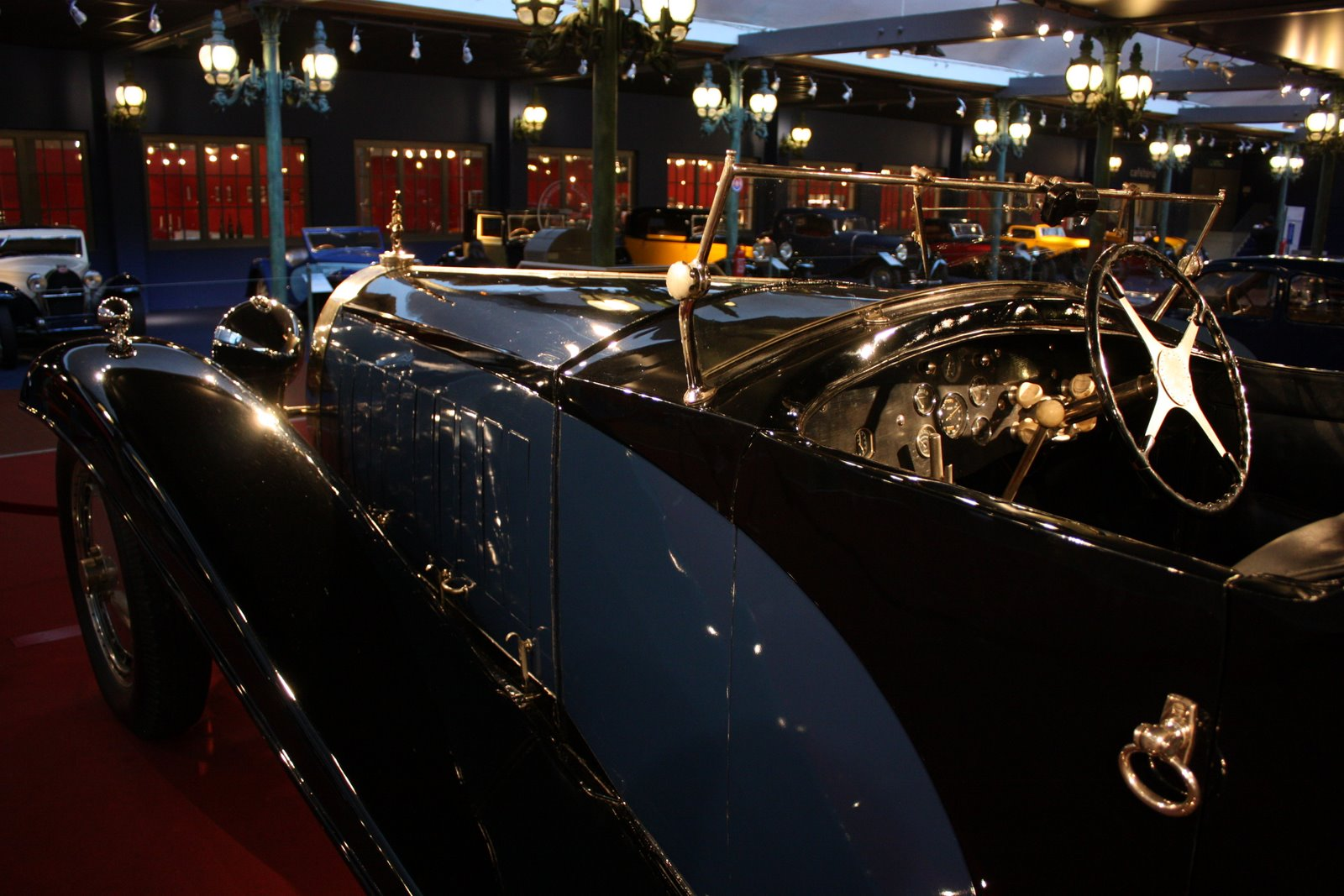
Cité de l'automobile de Mulhouse.
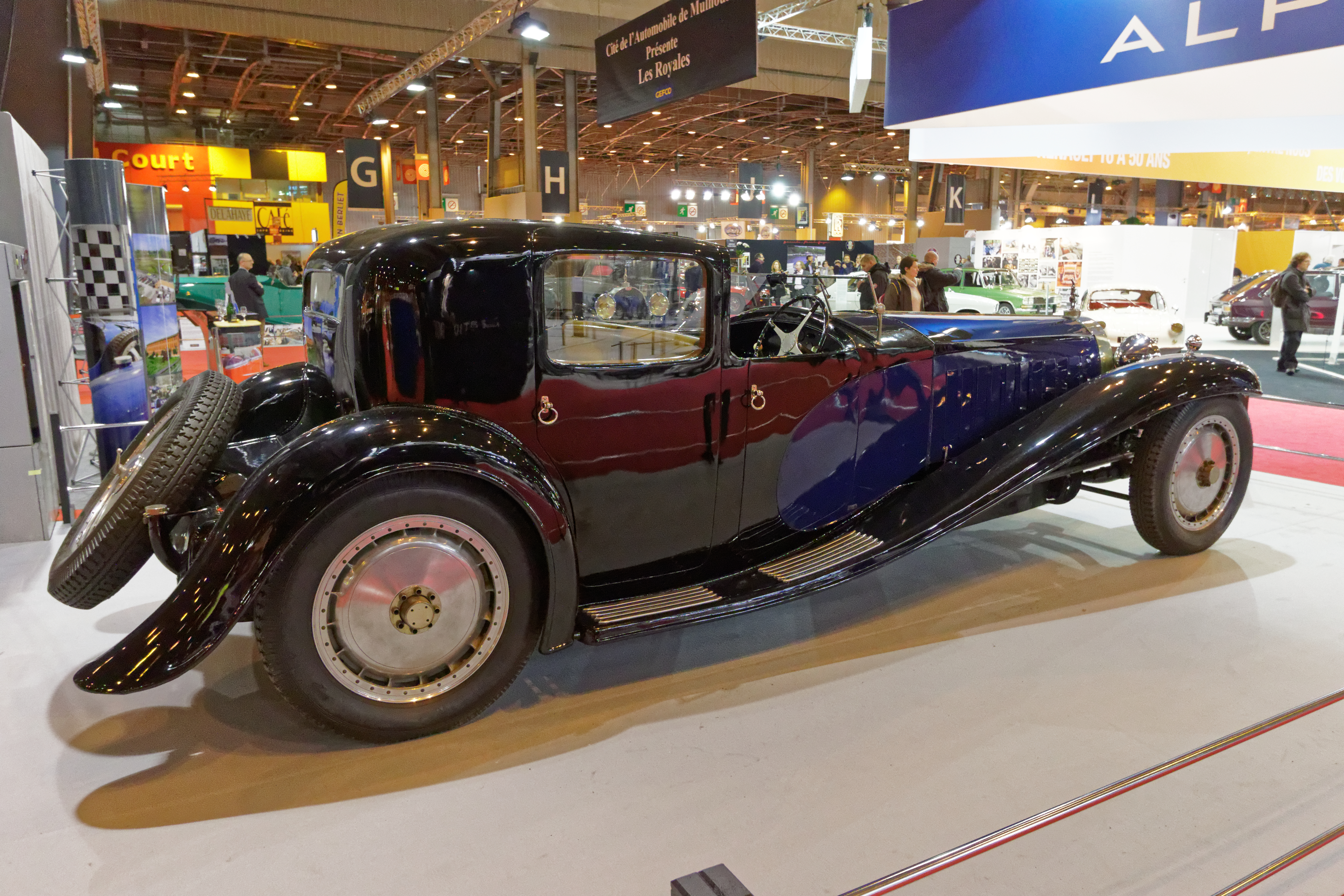
Salon Rétromobile de Paris.

### 41.111 - Bugatti Royale Roadster Esders, puis Coupé de Ville Binder
Ce roadster de 1932, au numéro de châssis 41.111, est vendu au magnat de l'habillement Armand Esders. Il est carrossé par Jean Bugatti avec deux tons de vert. Ne devant pas rouler la nuit, la voiture ne comporte pas de phares fixes (son chauffeur demande qu'ils soient rangés dans un coffre). Considérée par certains comme l'une des plus belles carrosseries de Jean Bugatti, elle est la reproduction agrandie et légèrement modifiée de la carrosserie usine du roadster Bugatti Type 55 sur dessin de Jean Bugatti. 

Bugatti Royale Roadster Esders
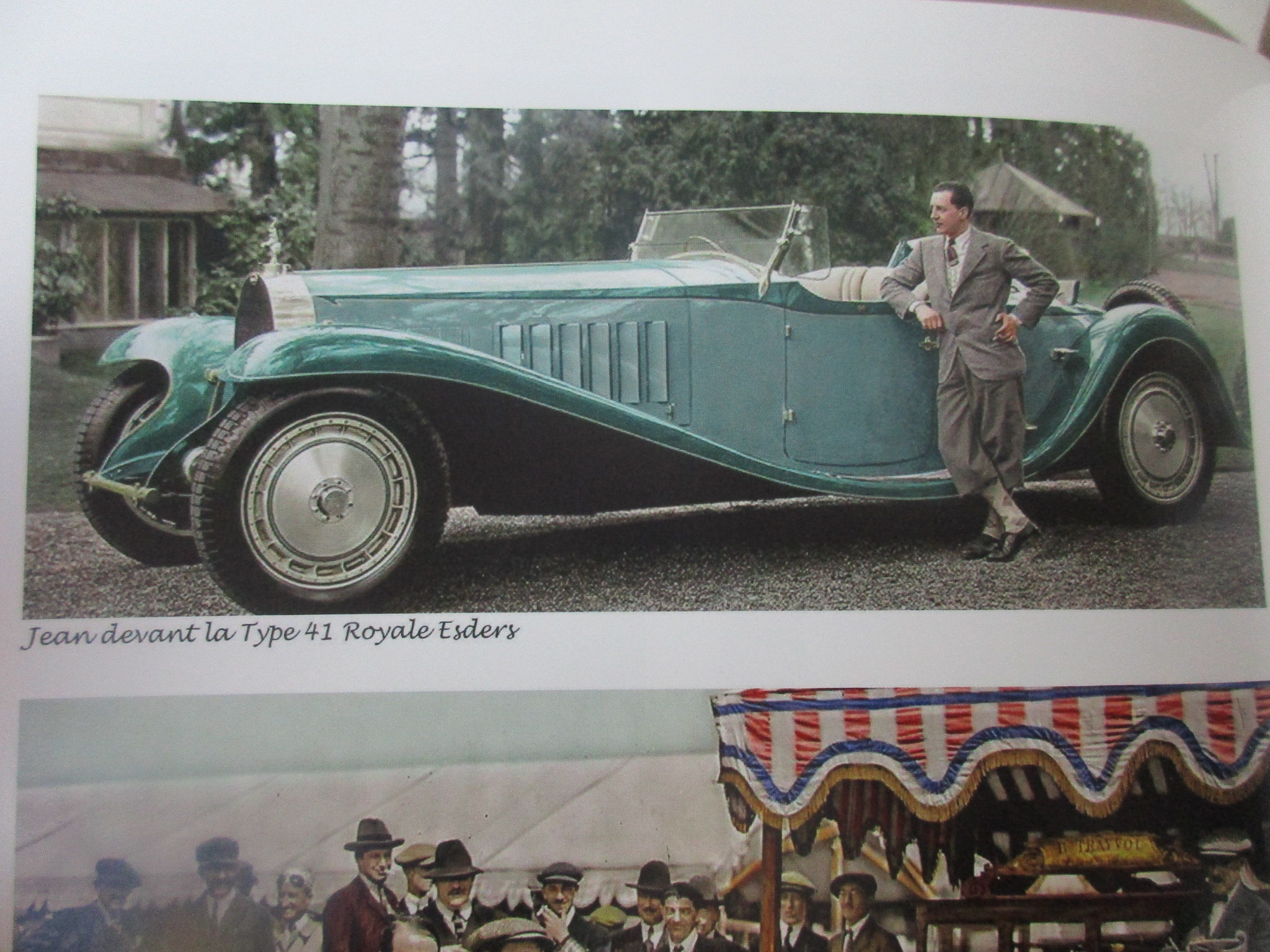
Jean Bugatti et sa Bugatti Royale Roadster Esders de 1932 (Usine Bugatti de Molsheim).
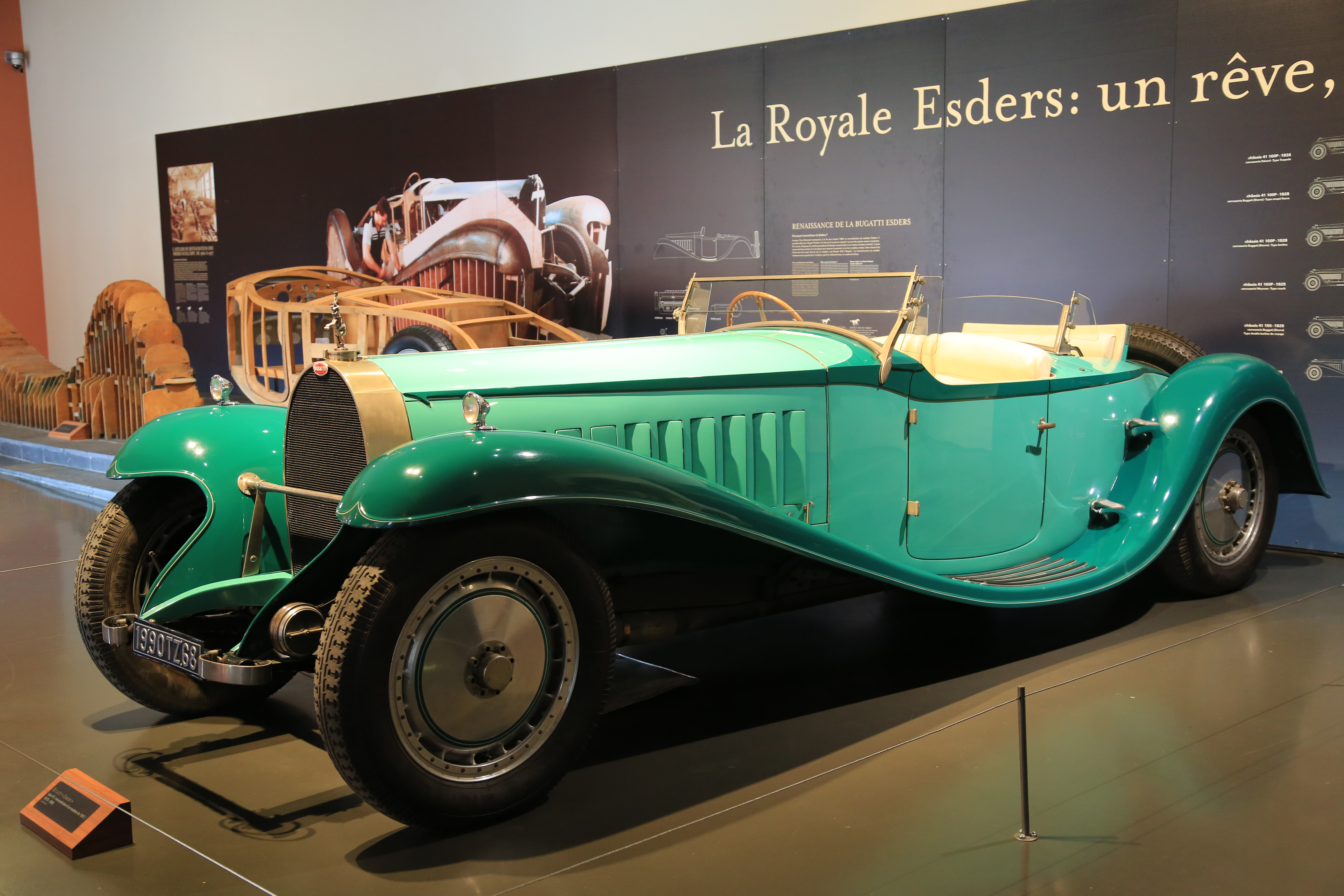
Bugatti Royale Esders roadster des années 1960, construite par les frères Schlumpf (Cité de l'automobile de Mulhouse).
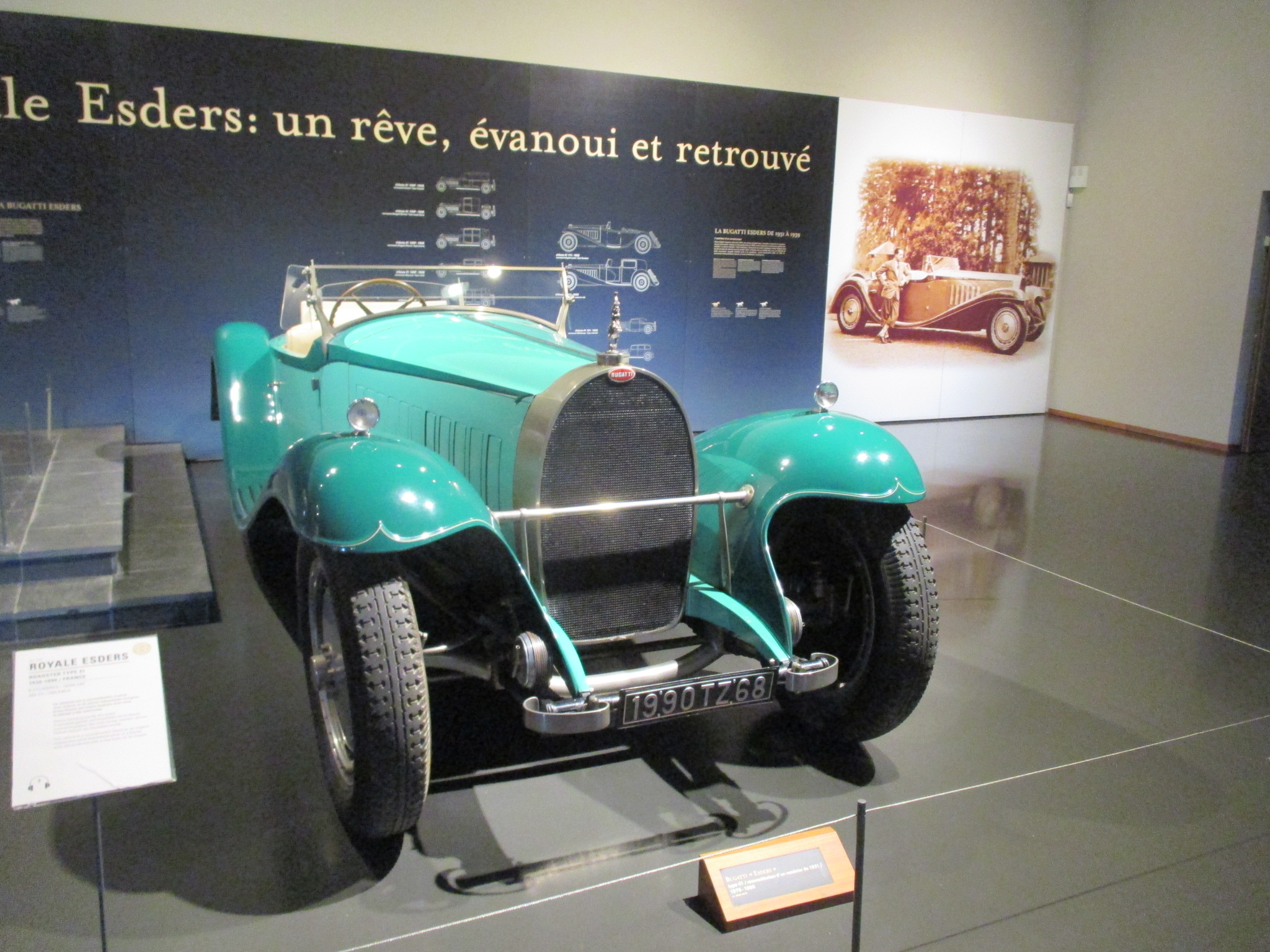
Cité de l'automobile de Mulhouse.
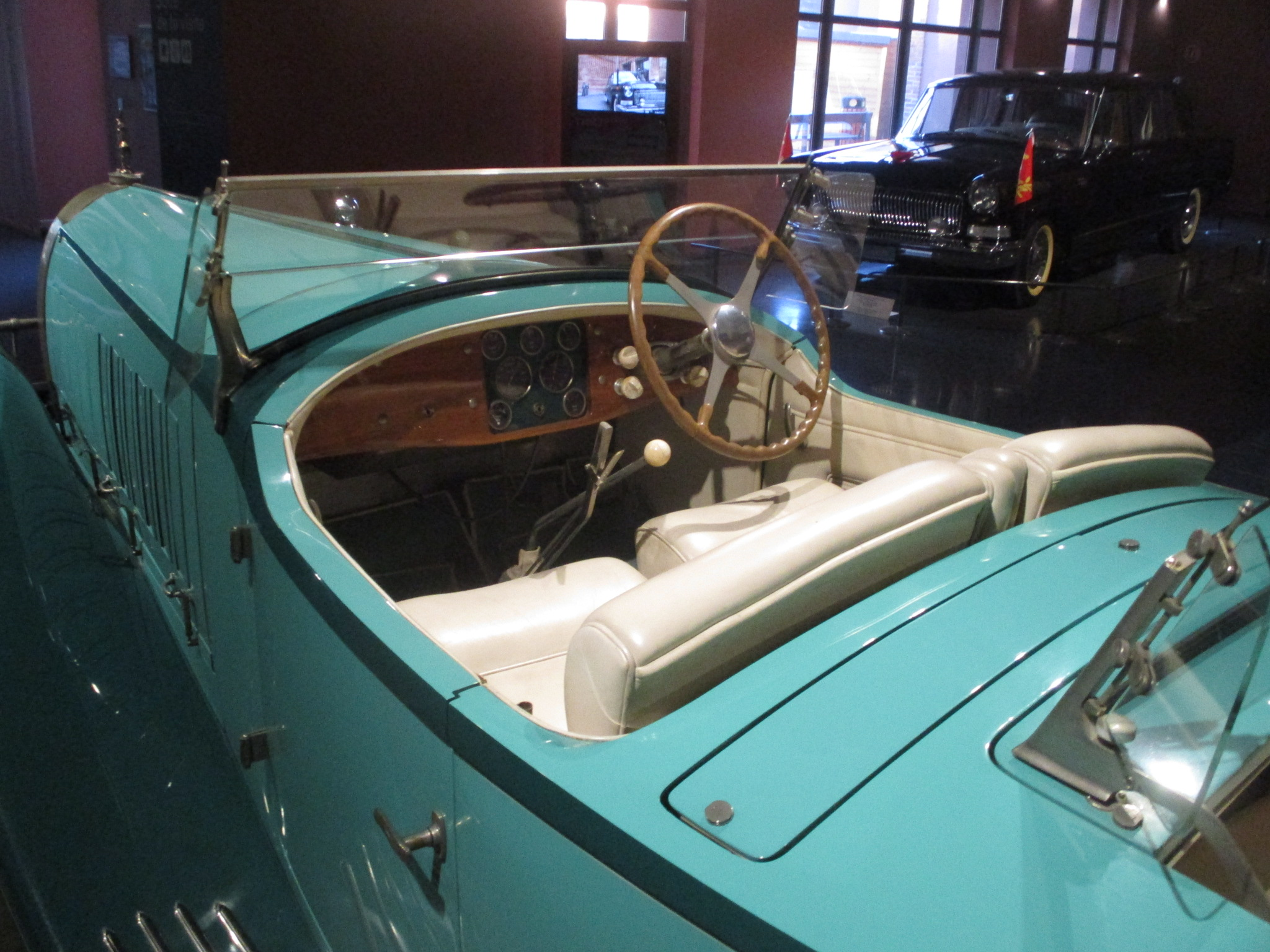
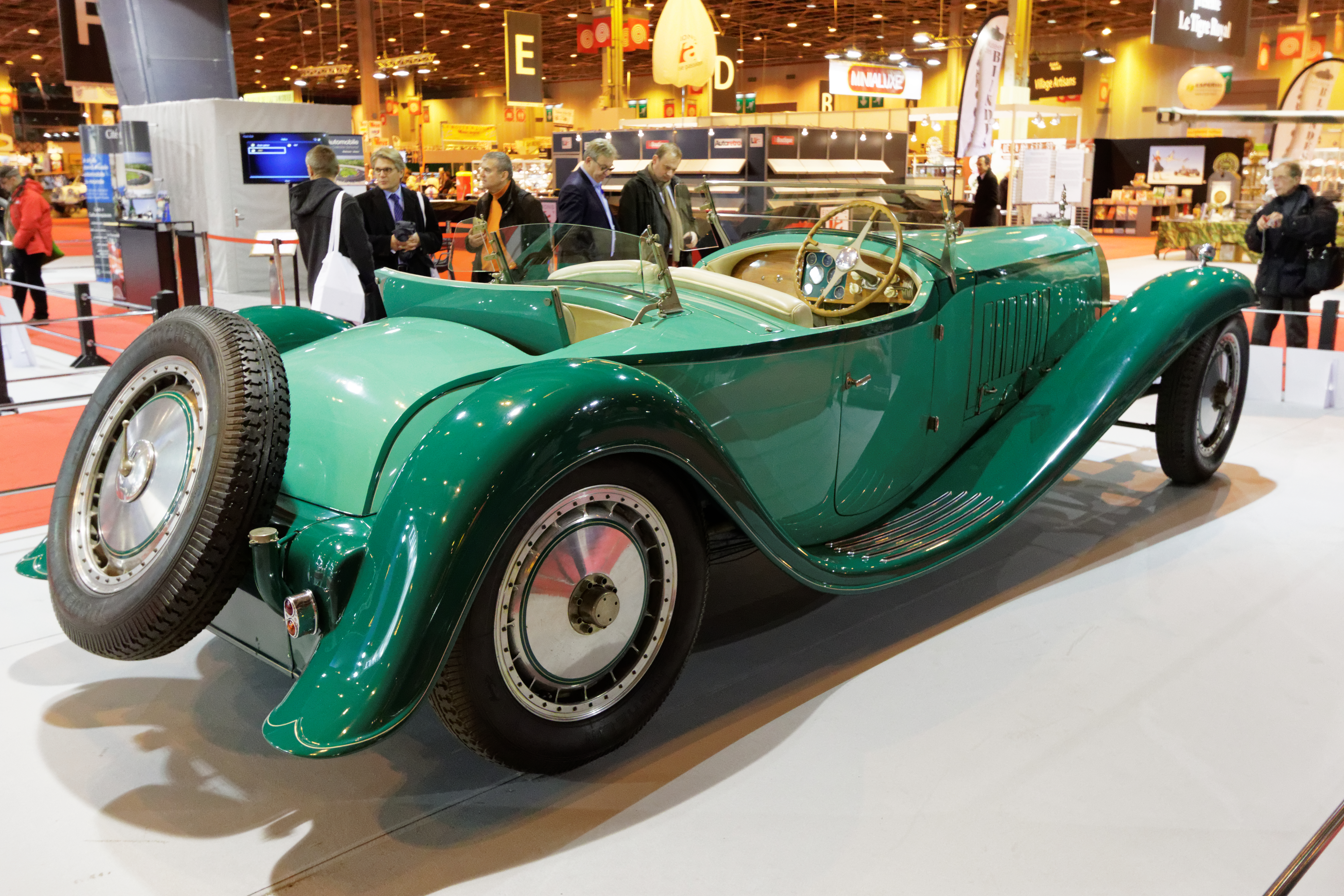
Salon Rétromobile de Paris.

Le second propriétaire du châssis 41.111 fait recarrosser le roadster en 1938, en coupé de ville avec chauffeur, par le carrossier parisien Henry Binder. La voiture est blindée pour un poids total de 4,5 tonnes car elle est destinée au roi de Roumanie mais celui-ci ne la prend pas. La voiture devient la propriété de Raymond Patenôtre. Son petit-fils Lionel Patenôtre précise qu'il l'utilise de 1935 à 1941 et se rend alors régulièrement au palais de l'Élysée à son bord. Le véhicule original appartient à ce jour à l'usine Bugatti de Molsheim.

Bugatti Royale Coupé de Ville Binder
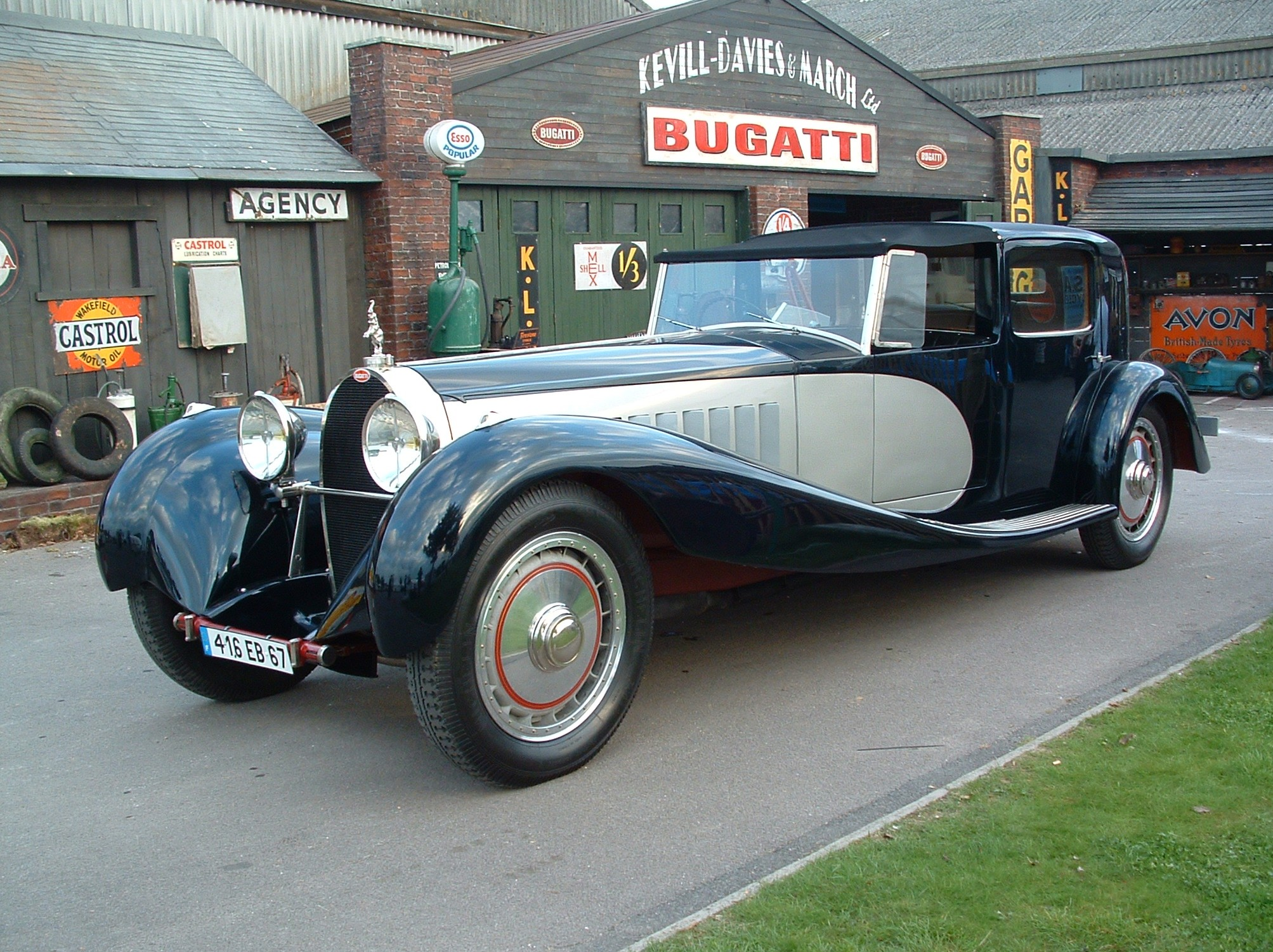
Bugatti Royale Coupé de Ville Binder au festival de vitesse de Goodwood.
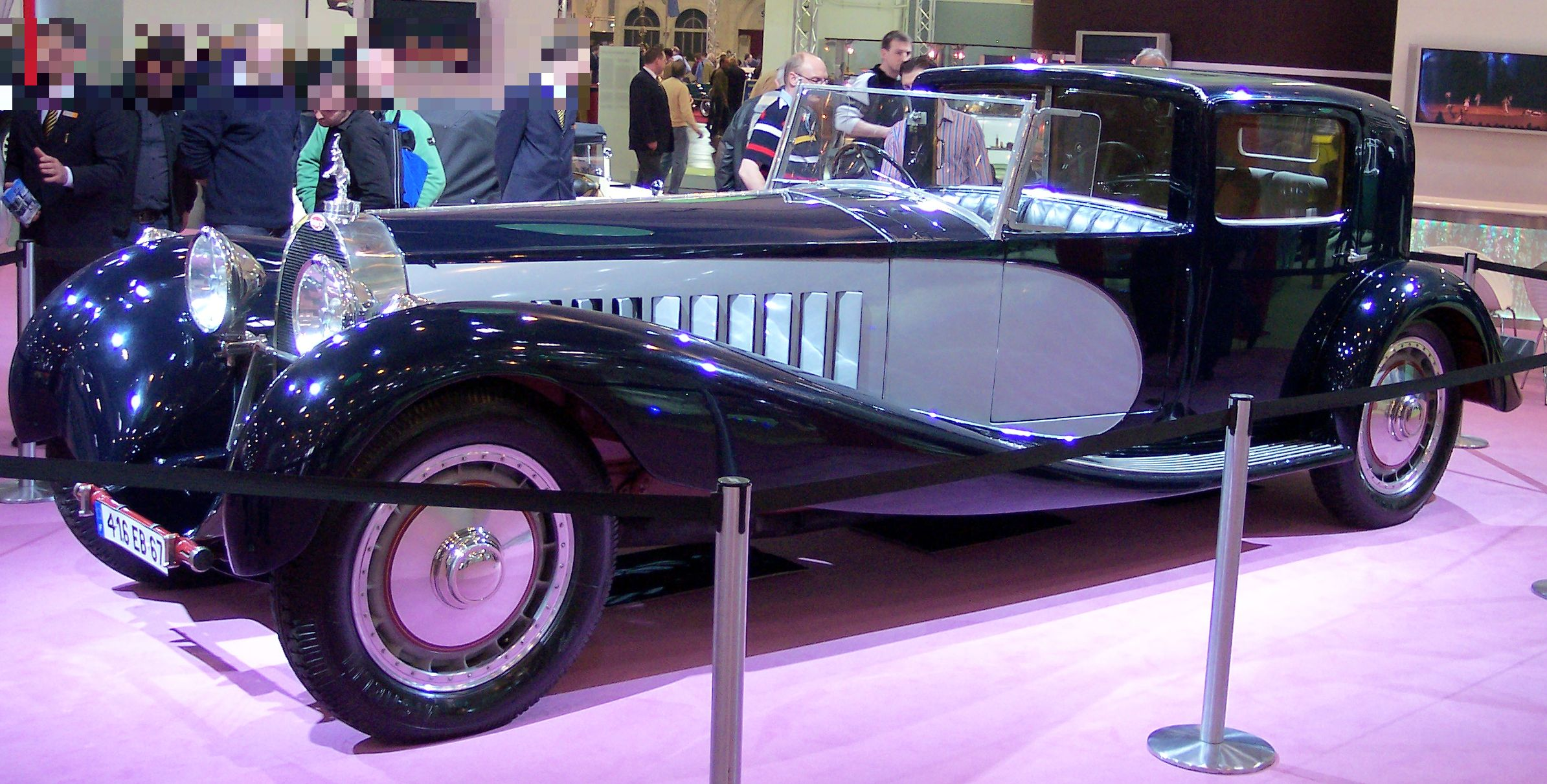
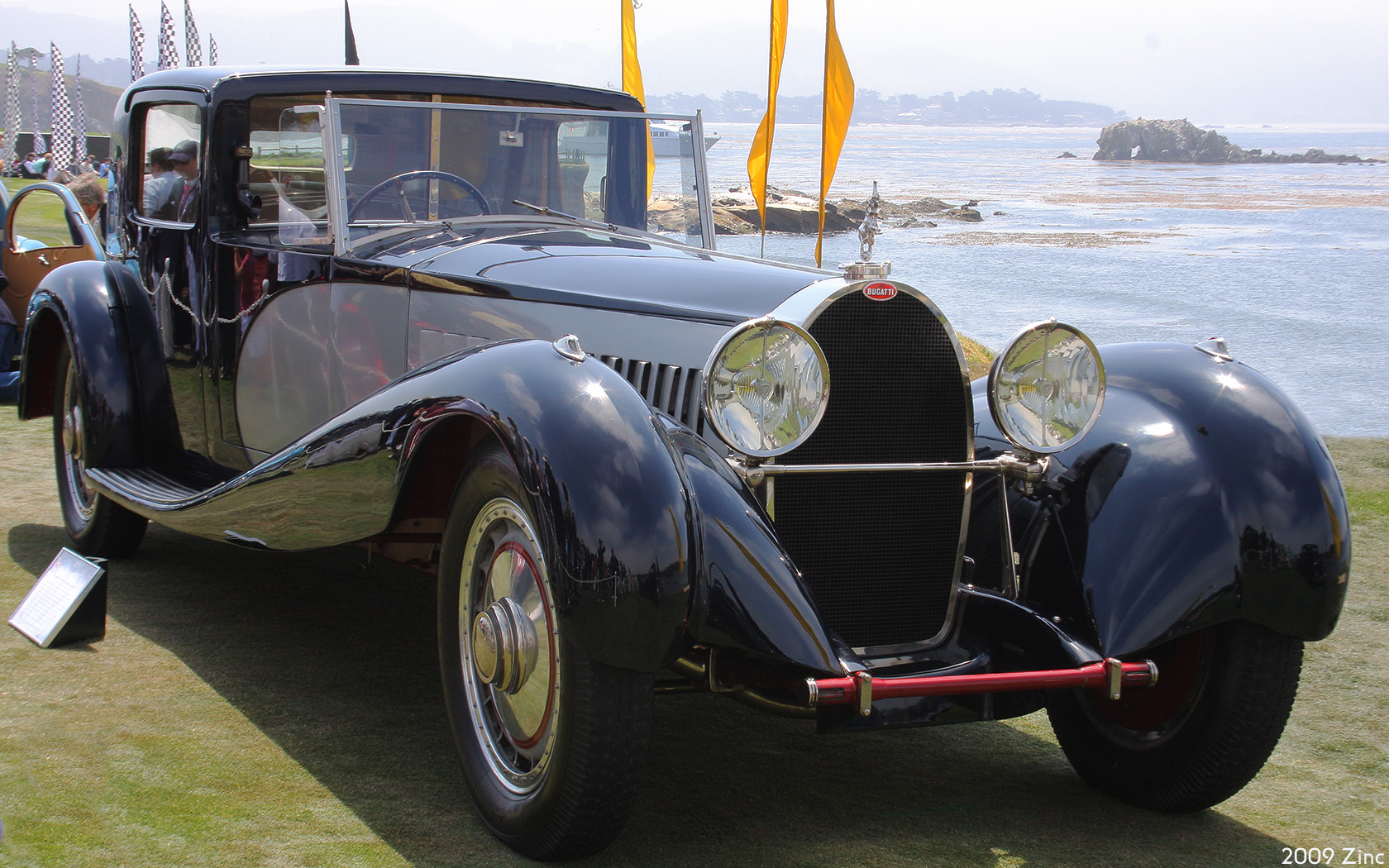
Pebble Beach Concours d'Elegance en Californie.
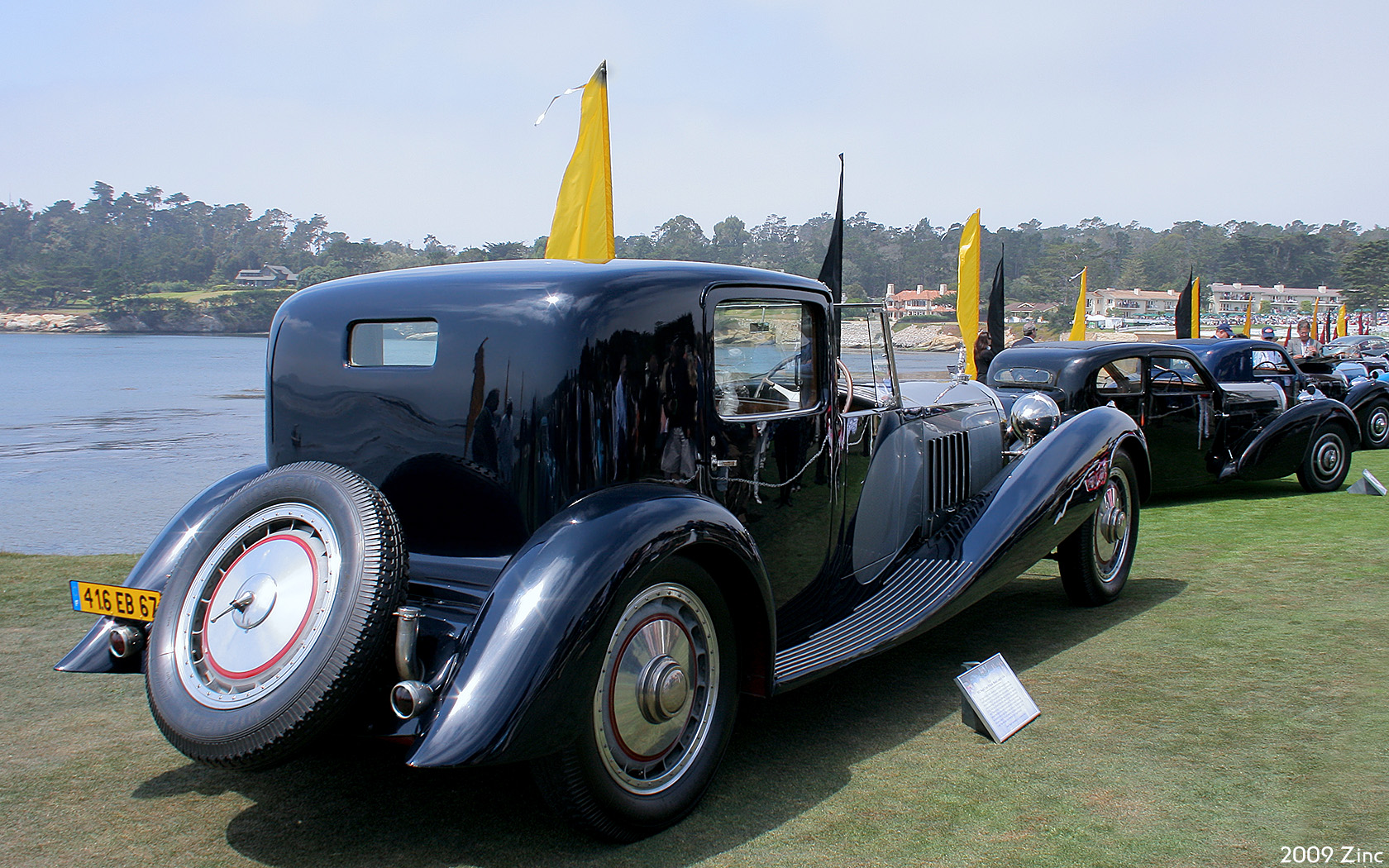
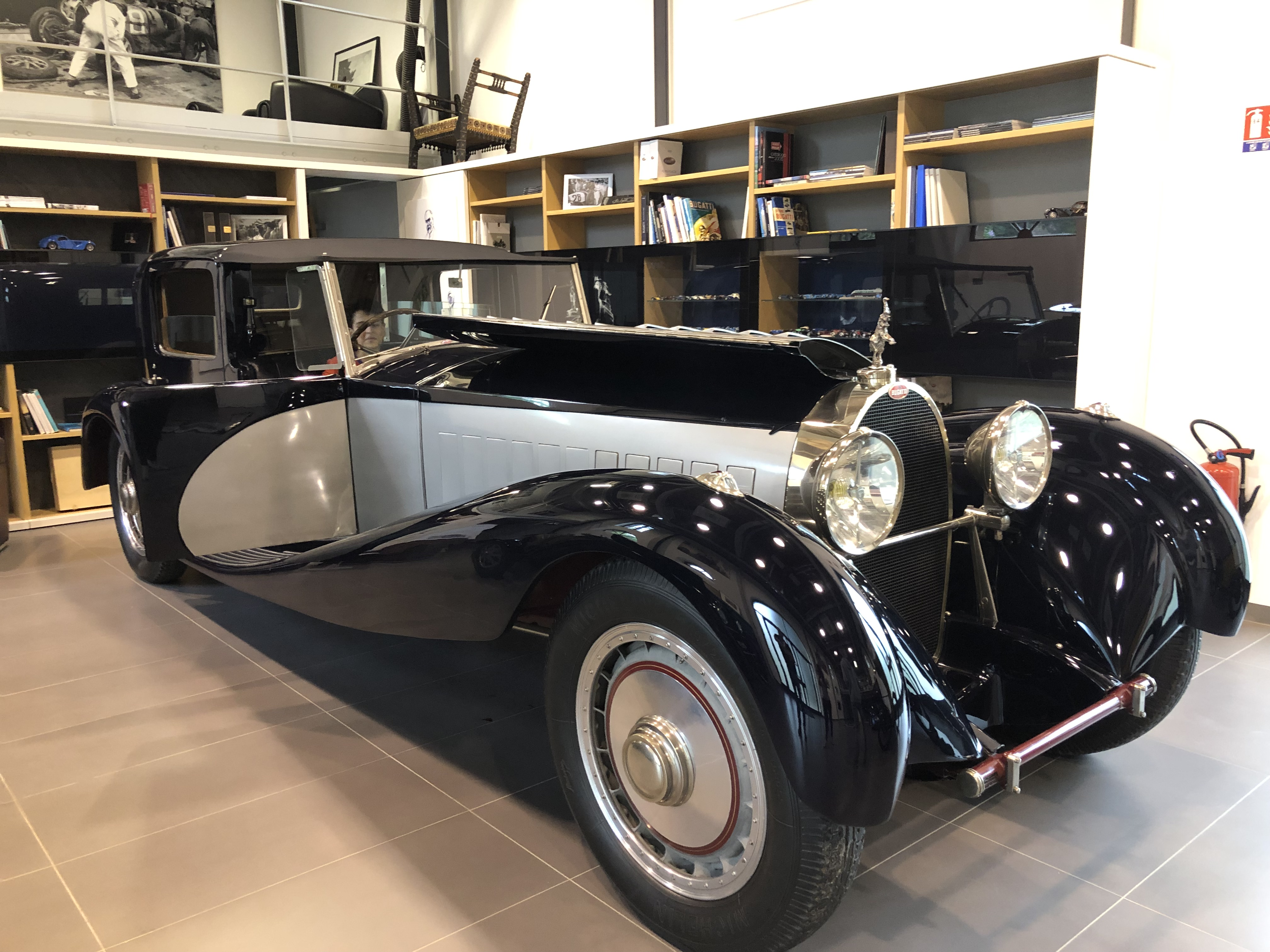
Bugatti Royale à l'usine de Molsheim.
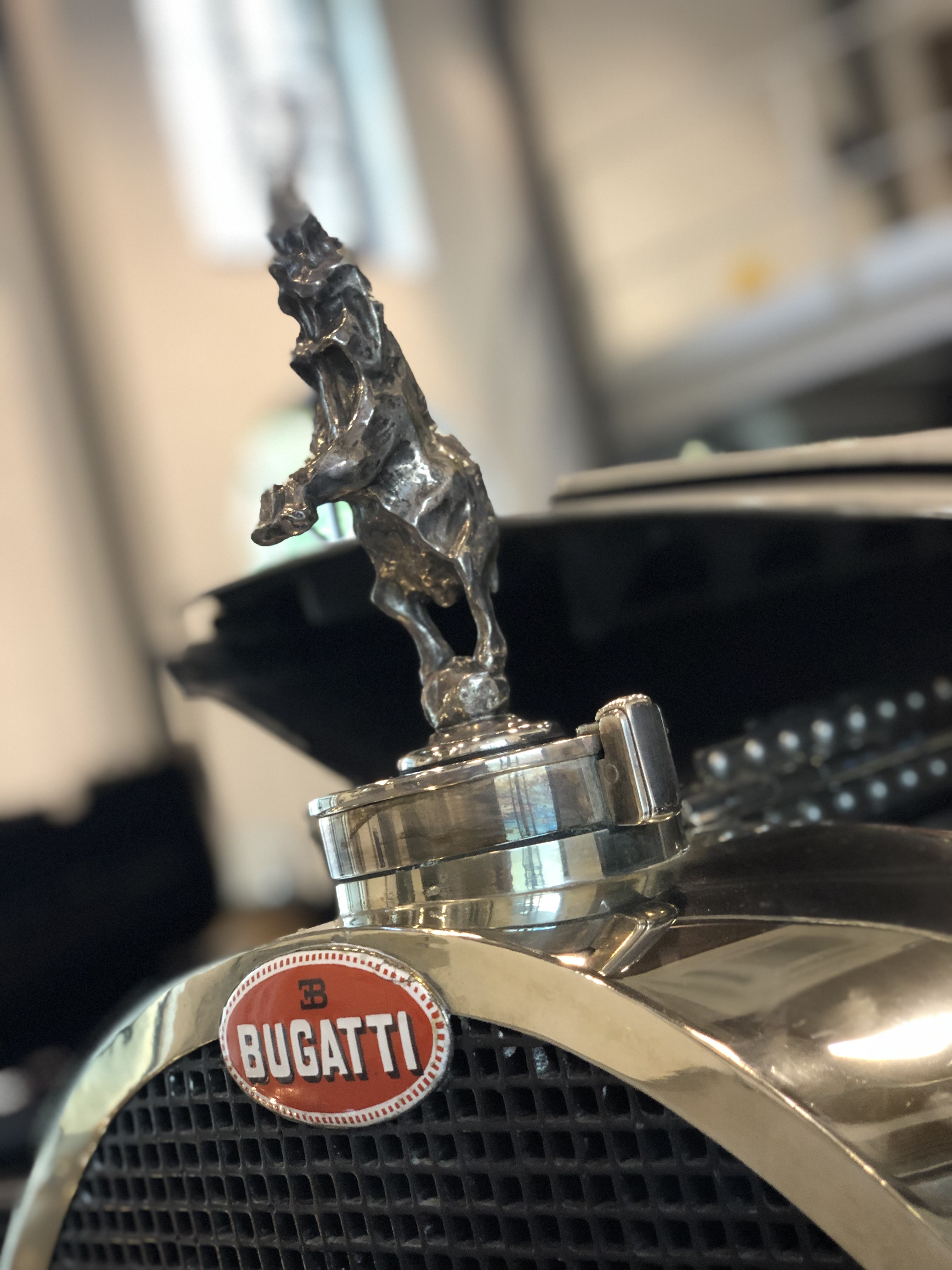
Symbole de la marque.

### 41.121 - Bugatti Royale Cabriolet Weinberger
Fabriquée en 1931, et carrossée en cabriolet par le carrossier Ludwig Weinberger, elle est vendue au Dr Joseph Fuchs de Munich en mai 1932.

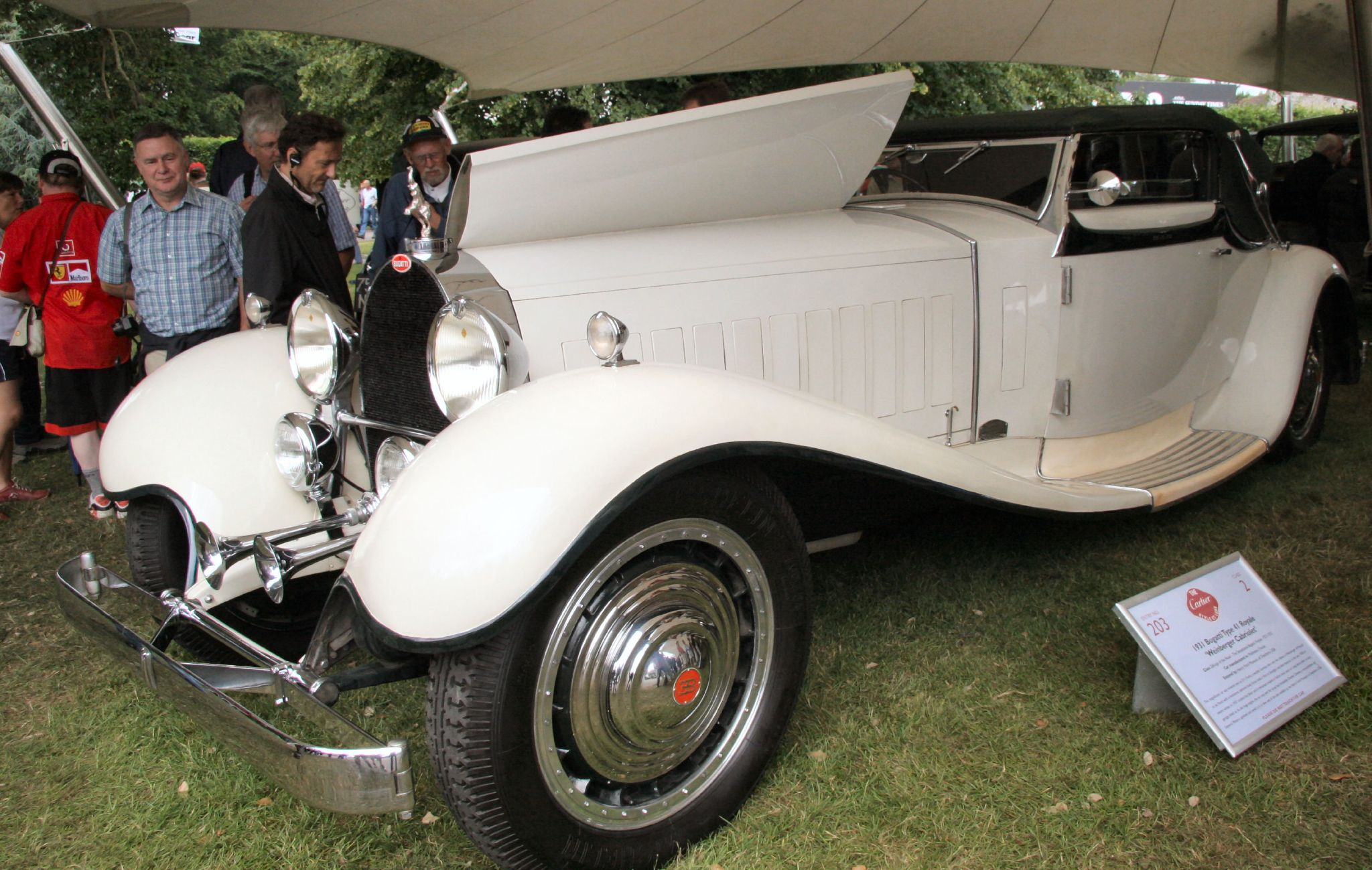
Bugatti Royale Type 41 Cabriolet Weinberger 1931.
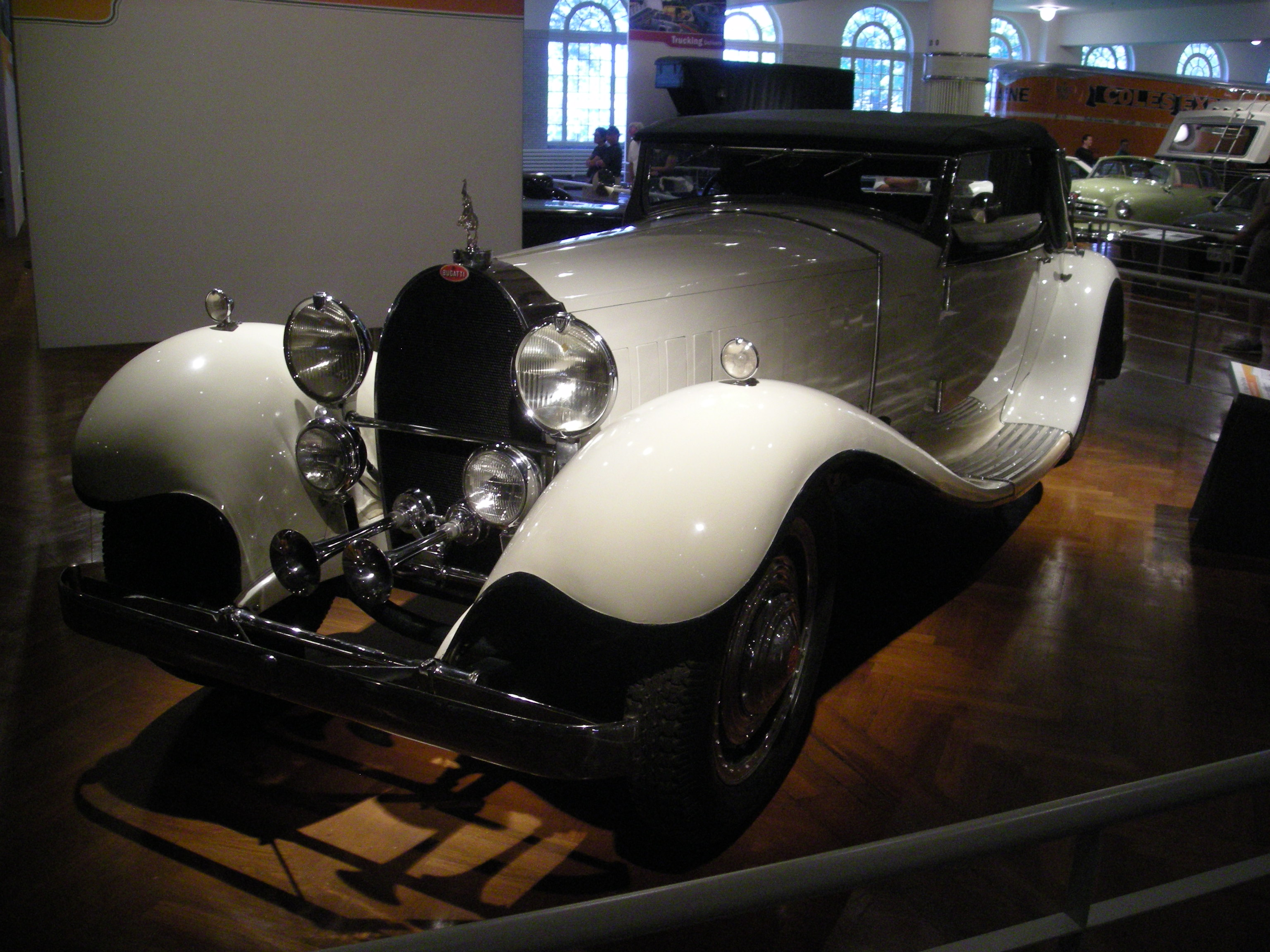
Au musée The Henry Ford de Détroit.
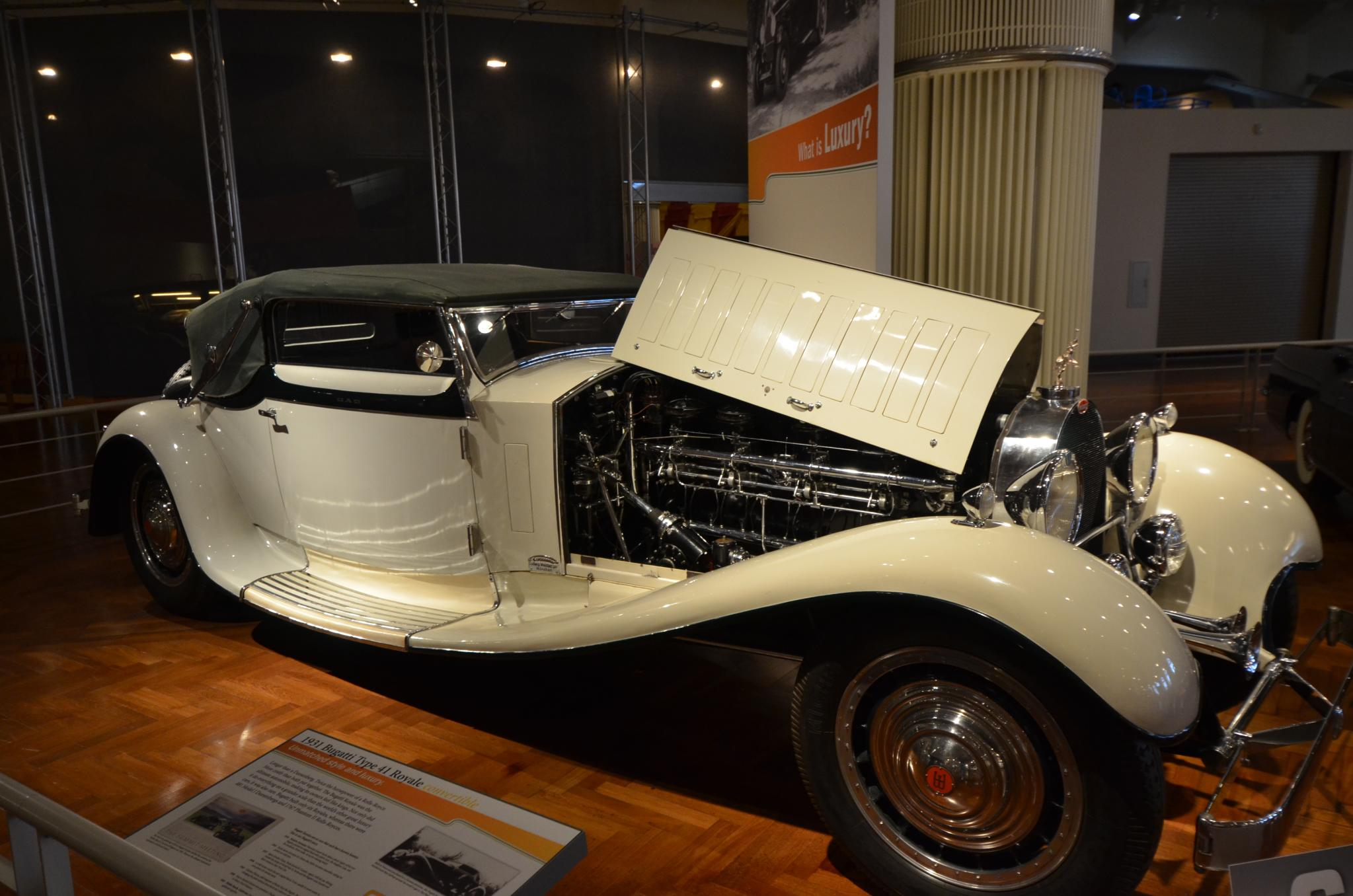
Au musée The Henry Ford de Détroit.
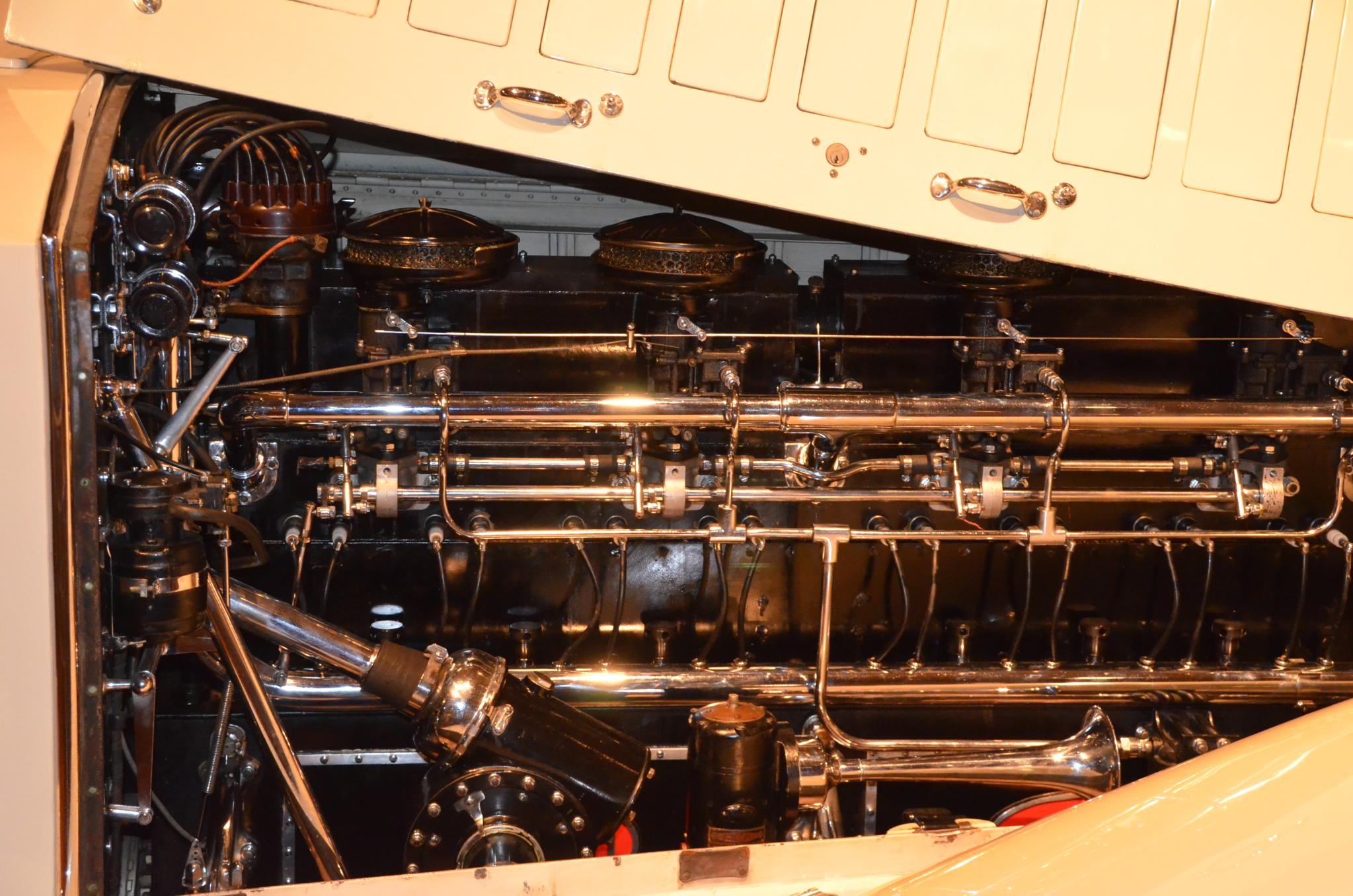

Cette Royale est par la suite vue en Asie, puis aux États-Unis. Abandonnée dans une casse de New York, elle est repérée puis achetée en 1941 par Charles Chayne, ingénieur en chef de la General Motors. Après avoir été restaurée, cette Royale est offerte par Chayne au musée The Henry Ford de Détroit, où elle est toujours exposée aujourd'hui. À l'origine de couleur noire, elle est aujourd'hui de couleur ivoire.

### 41.131 - Bugatti Royale Limousine Park-Ward
La troisième Royale commercialisée est vendue au capitaine Cuthbert W. Foster, un officier de réserve britannique ayant fait fortune en vendant de la soupe en boîte. Cette limousine a été carrossée en Angleterre par Park Ward. C'est une voiture très équilibrée qui possède une distinction toute britannique dans sa sobre livrée noire. Dans les années 1950, elle devient la propriété de John Shakespeare, un richissime collectionneur américain de Bugatti, qui la revend avec un lot de trente Bugatti aux frères Schlumpf. Elle est exposée avec la collection Schlumpf à la Cité de l'automobile de Mulhouse. 

Collection Schlumpf de la Cité de l'automobile de Mulhouse.
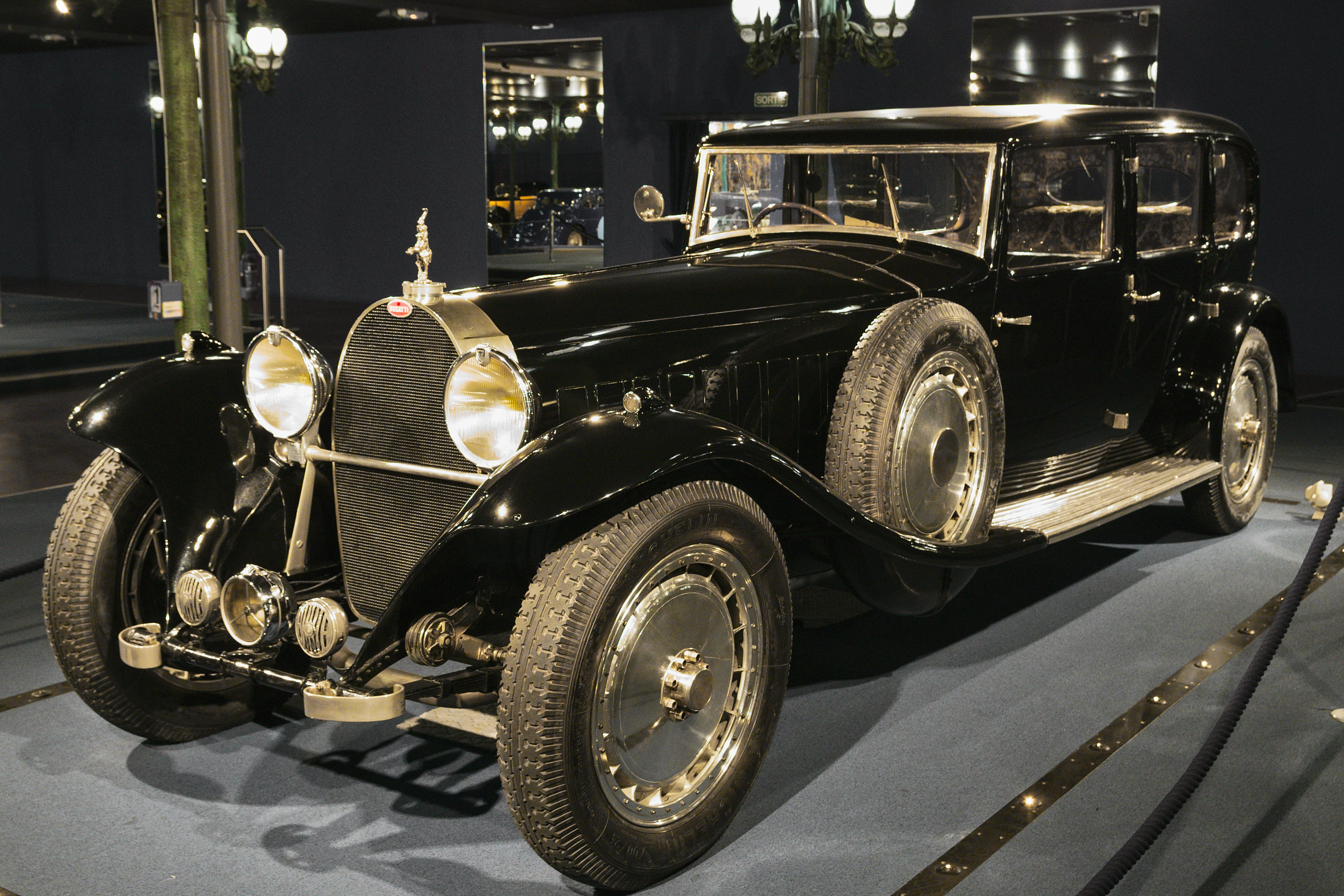
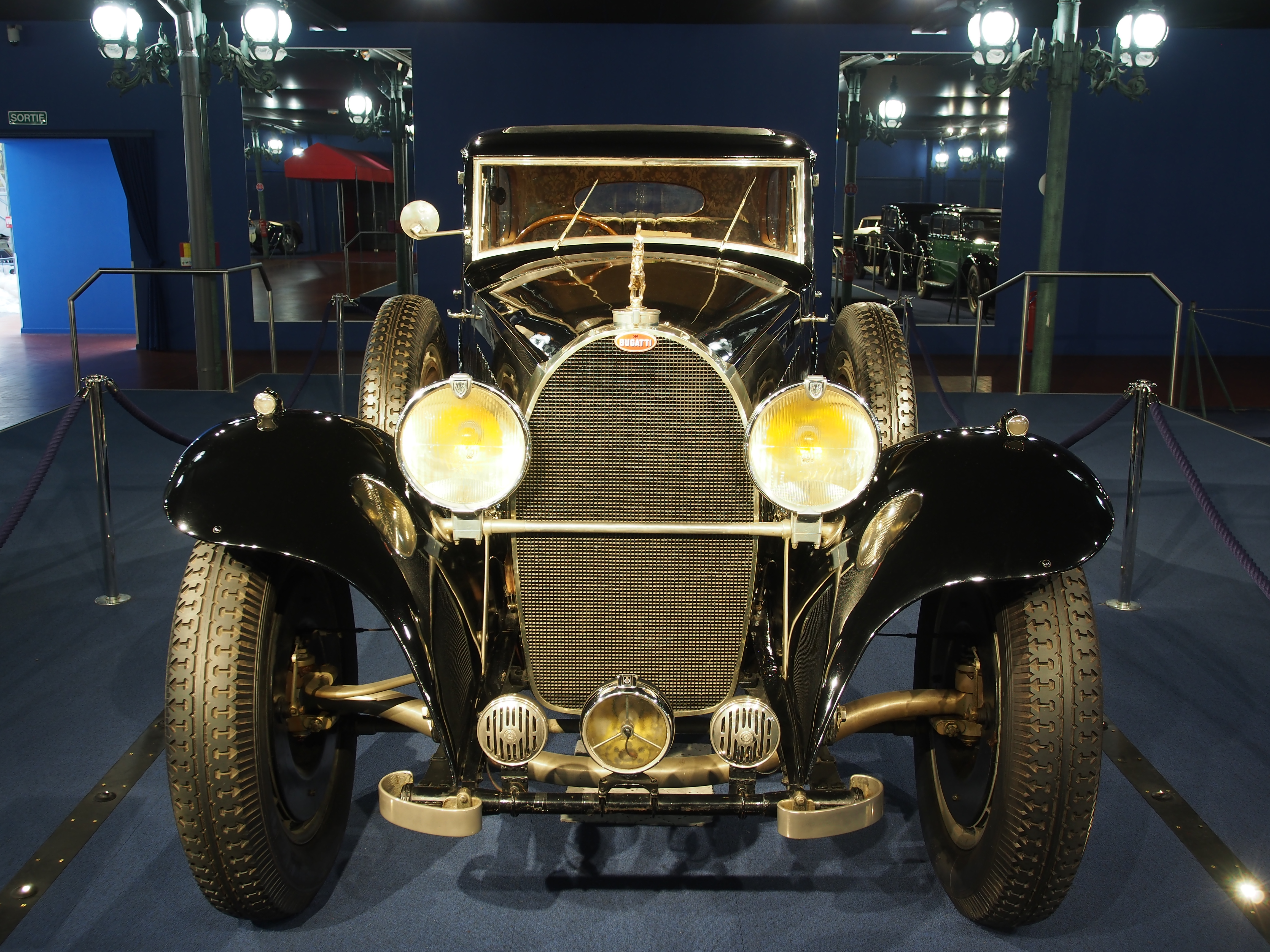
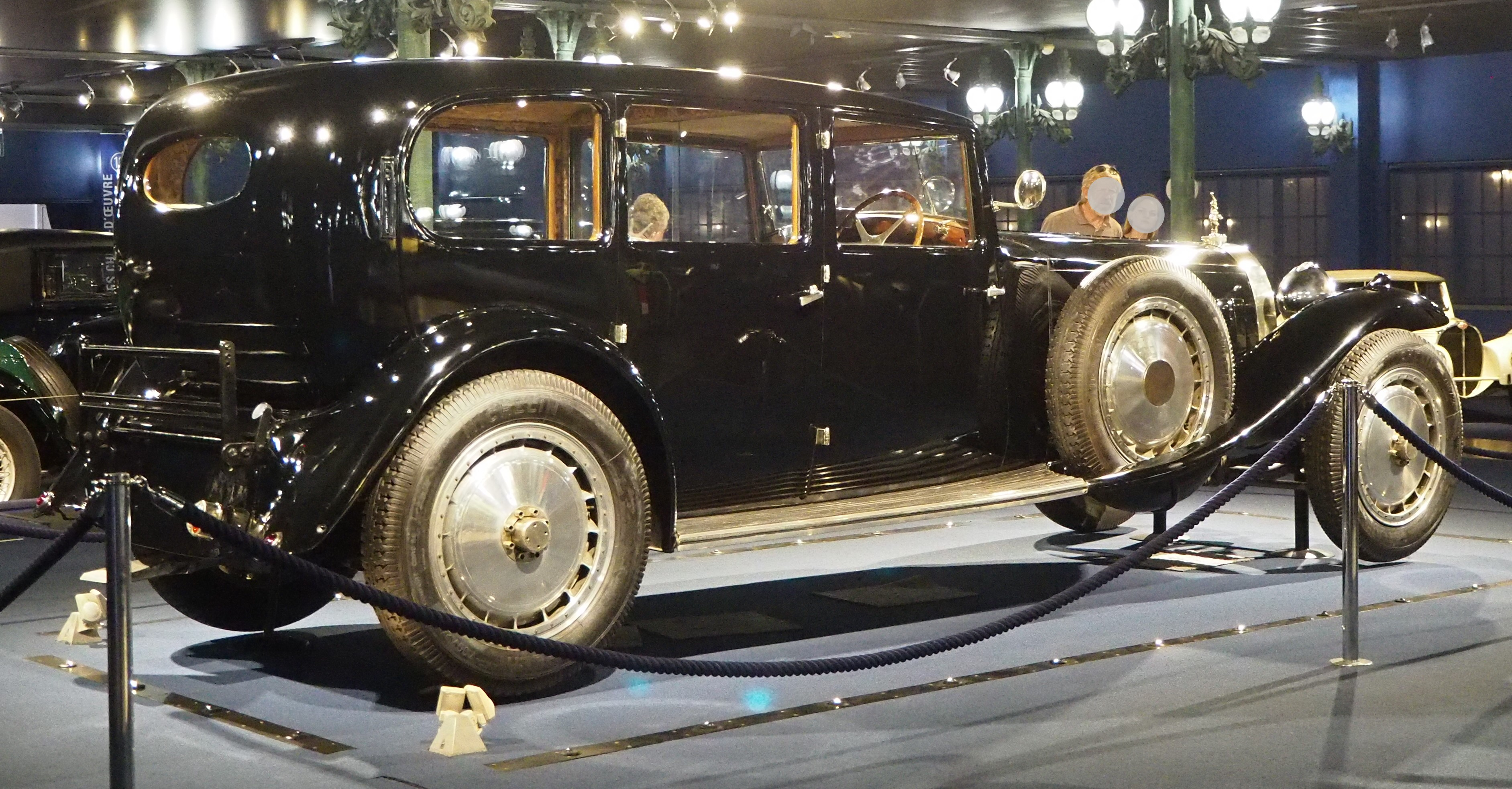
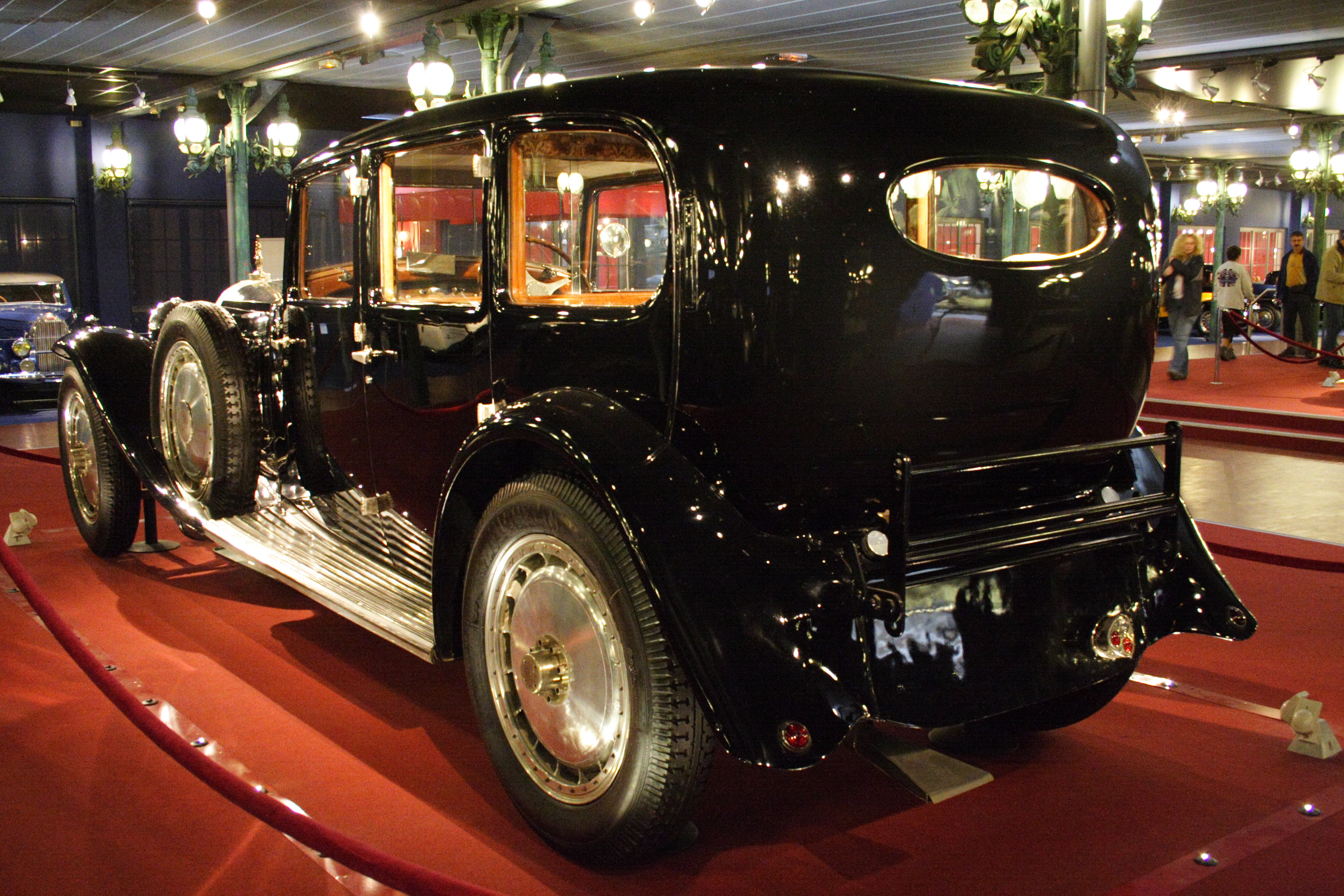

### 41.141 - Bugatti Royale Coach Kellner
Cette voiture avec pour numéro de châssis 41,141 est la cinquième voiture produite et était restée invendue. Elle a été conservée et utilisée par la famille Bugatti. Durant la Seconde Guerre mondiale, cette voiture et les voitures aux numéros de châssis 41.110 et 41.150 ont été cachées pour éviter qu'elles soient réquisitionnées par les nazis. Elle est carrossée en coach en 1931 par le carrossier parisien Kellner. La voiture, ainsi que la 41.150, a été vendue au riche collectionneur Briggs Cunningham par la famille Bugatti, pour 3 000 dollars et quelques réfrigérateurs General Electric révolutionnaires pour l'époque, alors introuvables dans la France de l'après-guerre. Après la fermeture du musée Briggs Cunningham en 1986, la voiture est vendue aux enchères par Christie's en 1987 au Royal Albert Hall de Londres pour 5 500 000 £ au magnat Hans Thulin. En 1989, la voiture est de nouveau mise aux enchères par Kruse à Las Vegas. Ed Weaver fait une offre à 11,5 millions de dollars, refusée par Thulin. À la suite de l'effondrement de son empire, en 1990, Thulin vend la voiture pour une somme de 15,7 millions de dollars au conglomérat japonais Meitec. Elle est stockée dans un sous-sol d'un immeuble avant d'être remise en vente par Bonhams & Brooks et acquise pour 10 millions de livres en 2001. Son actuel propriétaire privé est inconnu.

### 41.150 - Bugatti Royale Berline de Voyage

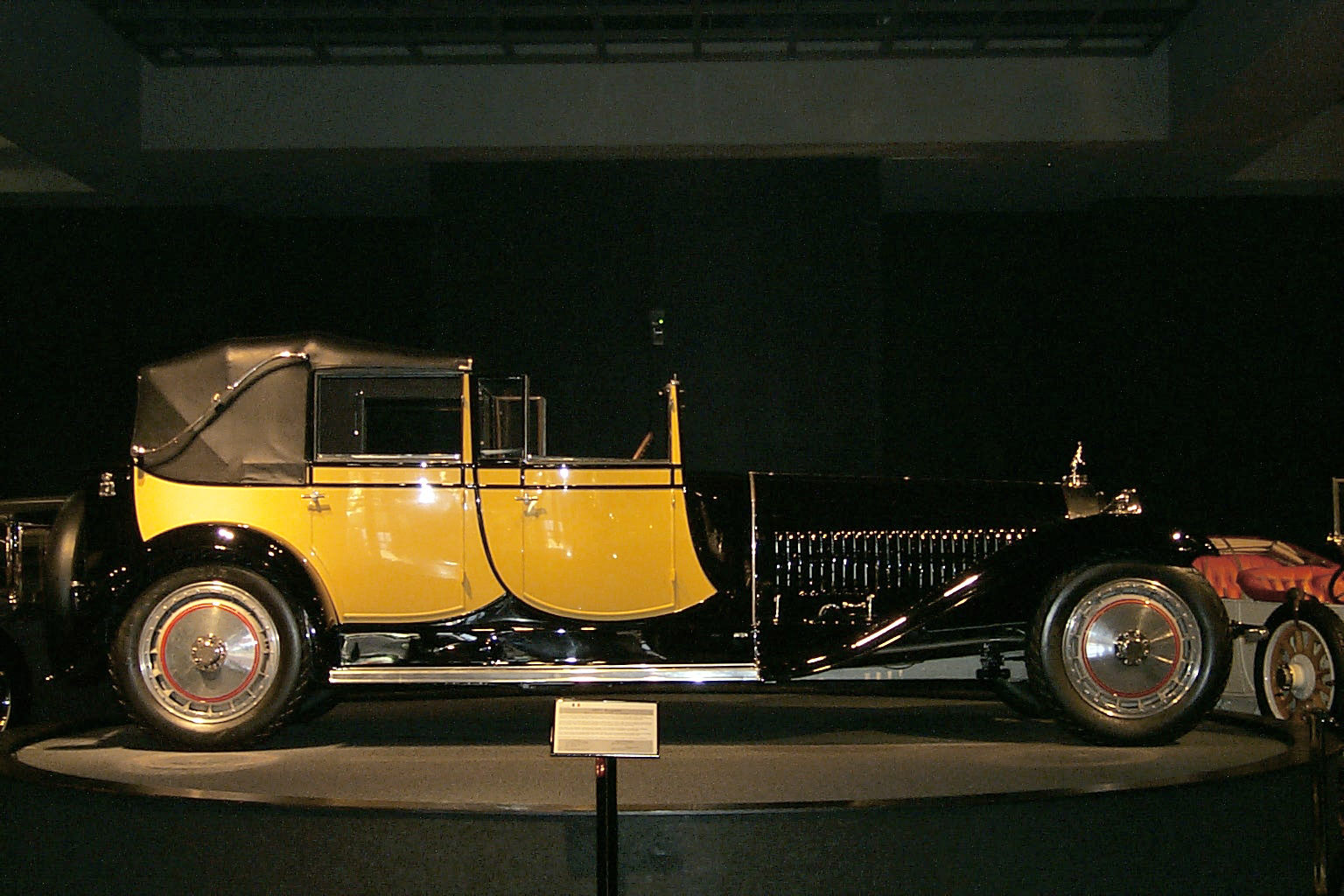
Bugatti Type 41 Berline de Voyage de 1929, du musée de l'automobile de Blackhawk en Californie.

Cette voiture est la sixième produite et a pour numéro de châssis original 41.150. Elle reste invendue et conservée par la famille Bugatti. Pour éviter qu'elle ne soit réquisitionnée par les nazis durant la Seconde Guerre mondiale, la voiture est cachée à Ermenonville. C'est une berline de style hippomobile, carrossée en 1929 par Bugatti sur un dessin d'Ettore Bugatti, souvent inspiré par sa passion des chevaux.
La voiture est vendue en 1950 par Ebe Bugatti (fille d'Ettore) à l'Américain Briggs Cunningham en échange de 3 000 dollars et plusieurs réfrigérateurs General Electric. À réception, Cunnigham revend la voiture pour 41 150 dollars à la collection Harrah. En 1986, la voiture est de nouveau vendue aux enchères et est acquise par Jerry J. Moore pour une somme de 6,5 millions de dollars. Celui-ci la garde un an puis la revend à Tom Monaghan, fondateur de Domino's Pizza, pour 5,7 millions de livres (soit 8,1 millions de dollars). Elle est ensuite rachetée et exposée au musée de l'automobile de Blackhawk en Californie.

## Répliques et inspiration
Un autre exemplaire de Bugatti Royale est assemblée dans les années 1960, par les frères Schlumpf, à partir d'un stock de pièces détachées acheté à Bugatti en 1963, et d'un moteur d'Autorail Bugatti. Elle est carrossée en roadster Esders (d'avant sa transformation en Coupé de Ville Binder) dans les années 1980 par la Carrosserie Lecoq a Saint-Ouen avec un moteur d'Autorail Bugatti, et des pièces détachées de rechange de l'usine Bugatti de Molsheim, achetées par Fritz Schlumpf. Ce véhicule est exposé à la Cité de l'automobile, Collection Schlumpf à Mulhouse.

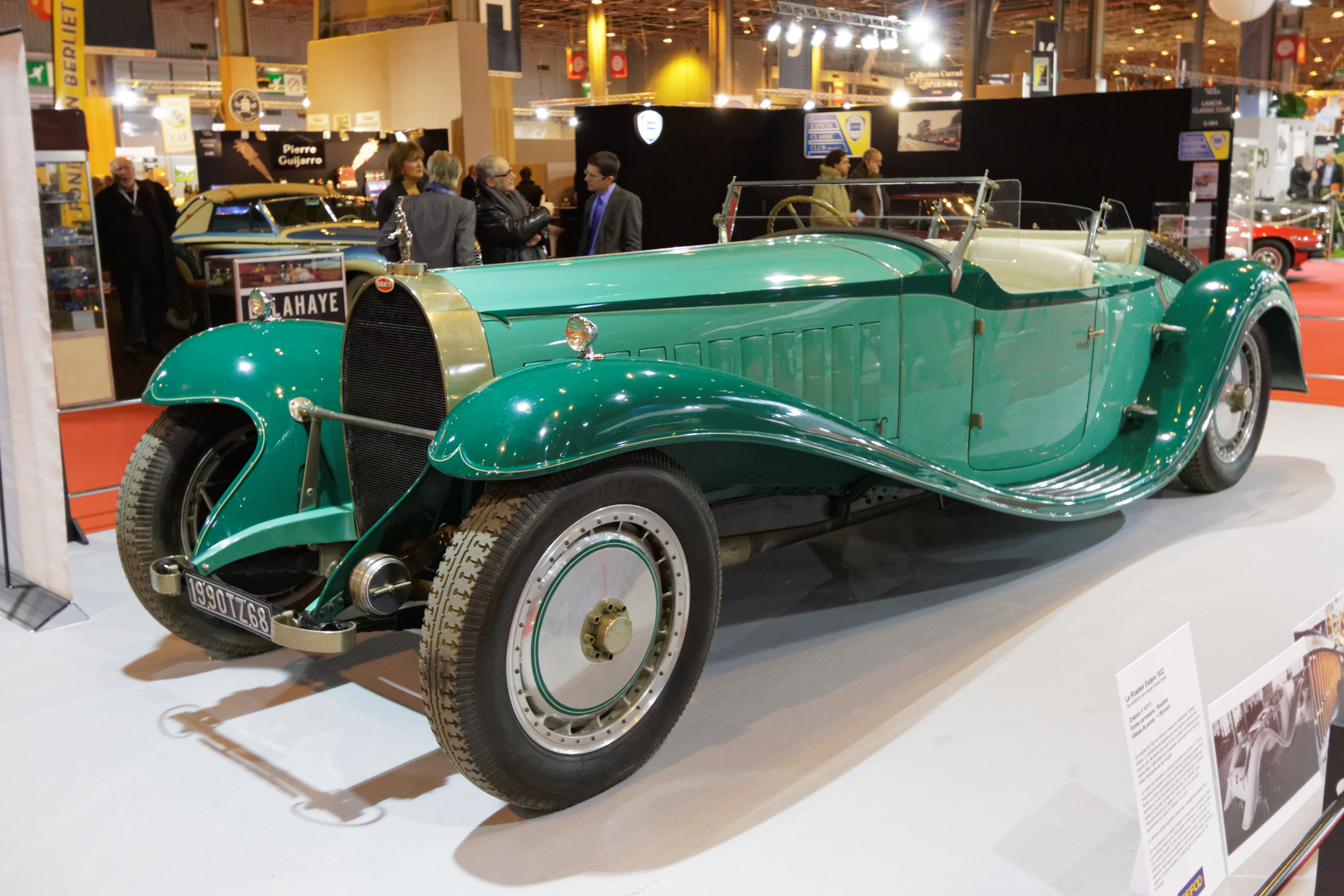
Reconstitution des années 1960 de la Royale Roadster Esders, par les frères Schlumpf.
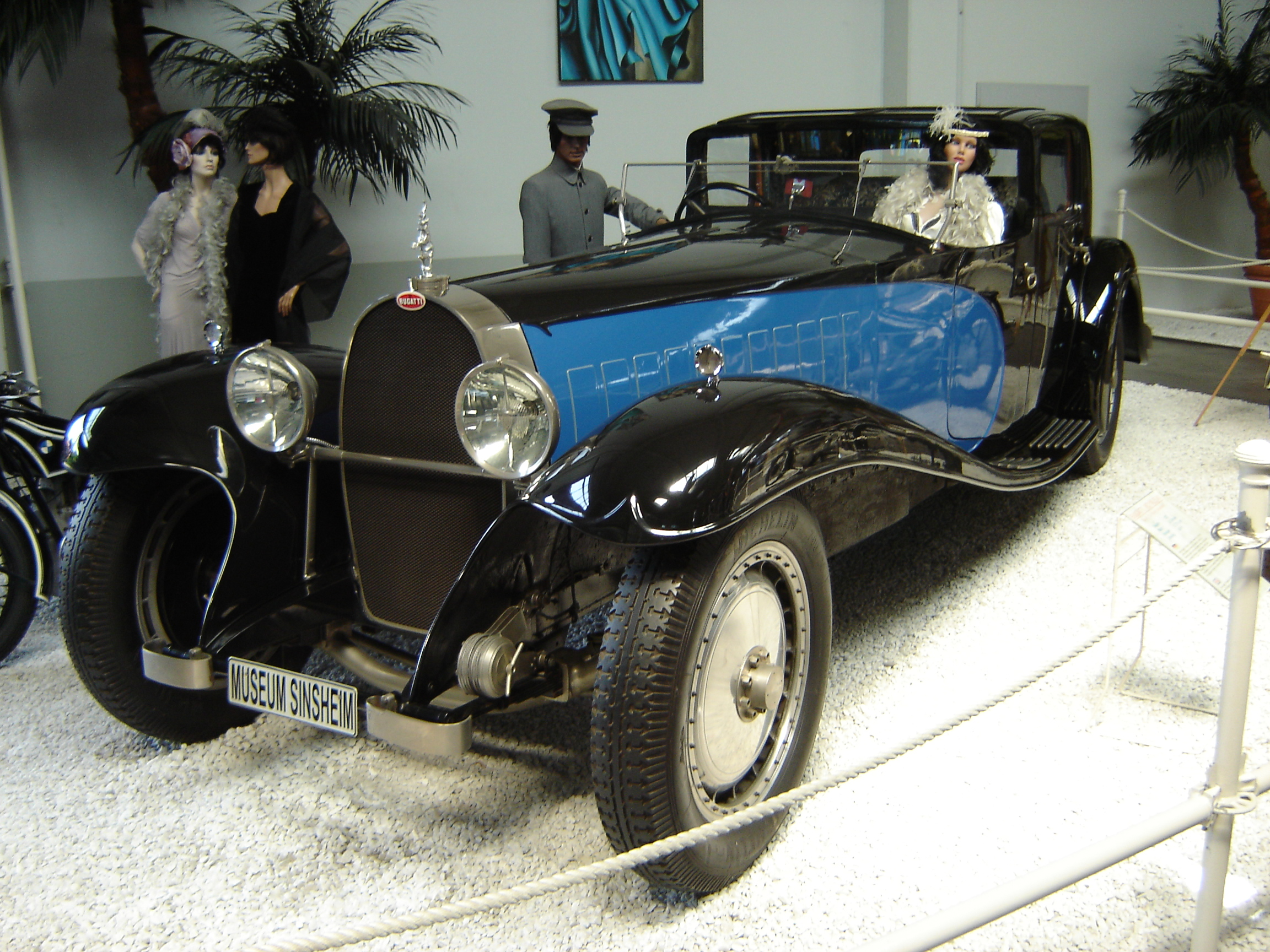
Réplique exacte du Coupé Napoléon, du musée automobile et technologique de Sinsheim en Allemagne.
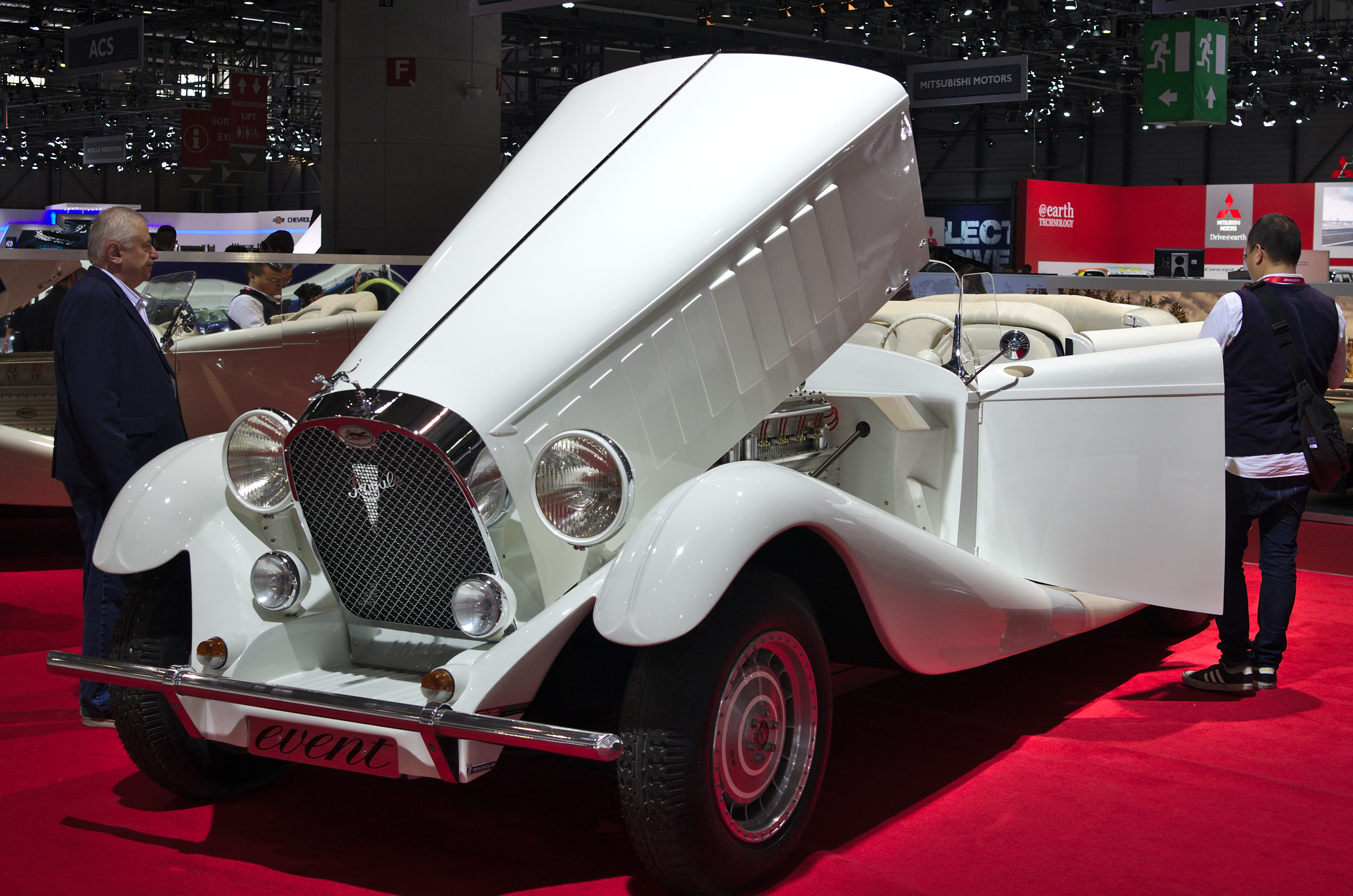
Sbarro Royale (inspiration de 1979).
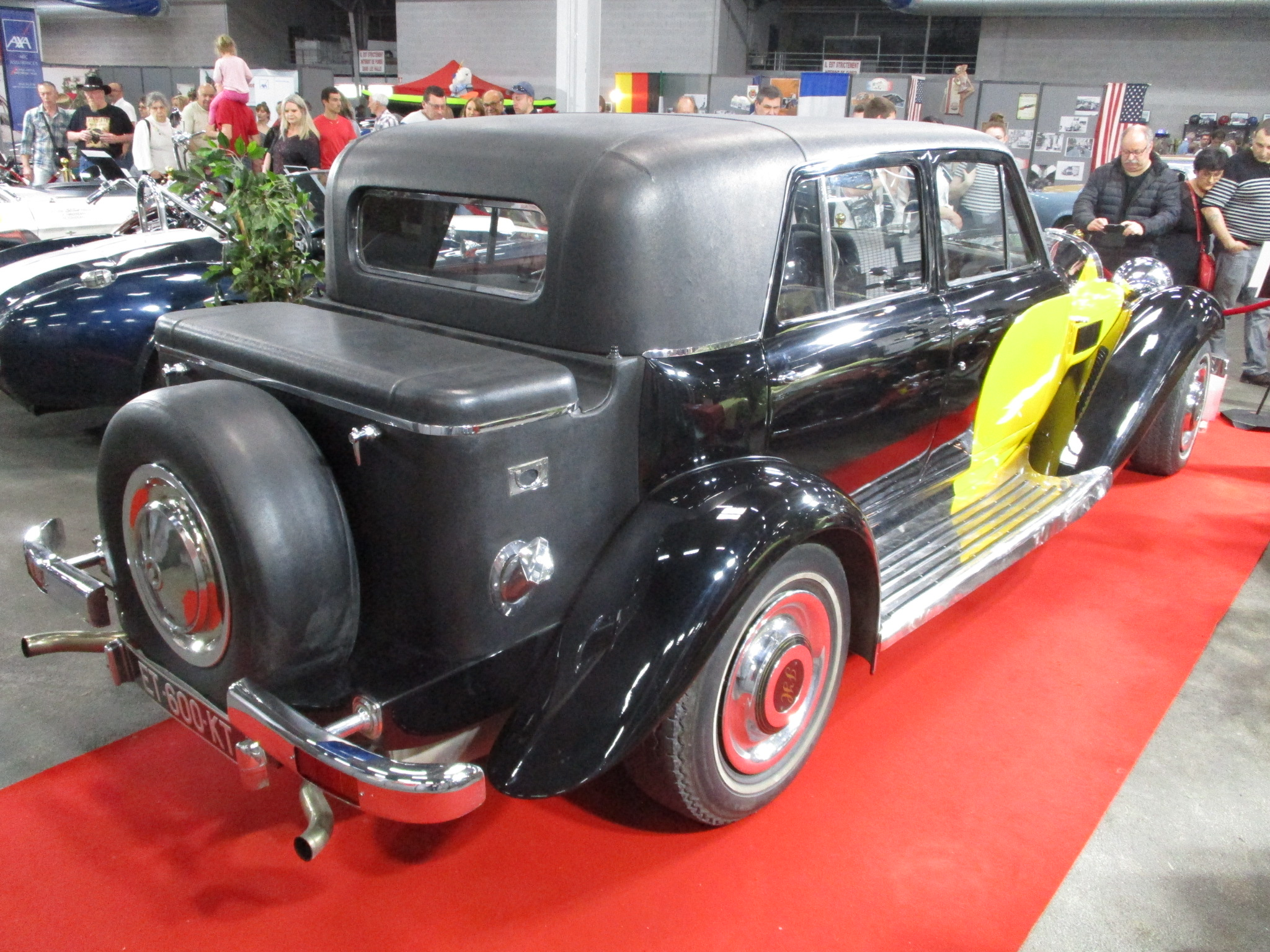
Panther De Ville de Johnny Hallyday (inspiration de 1975).
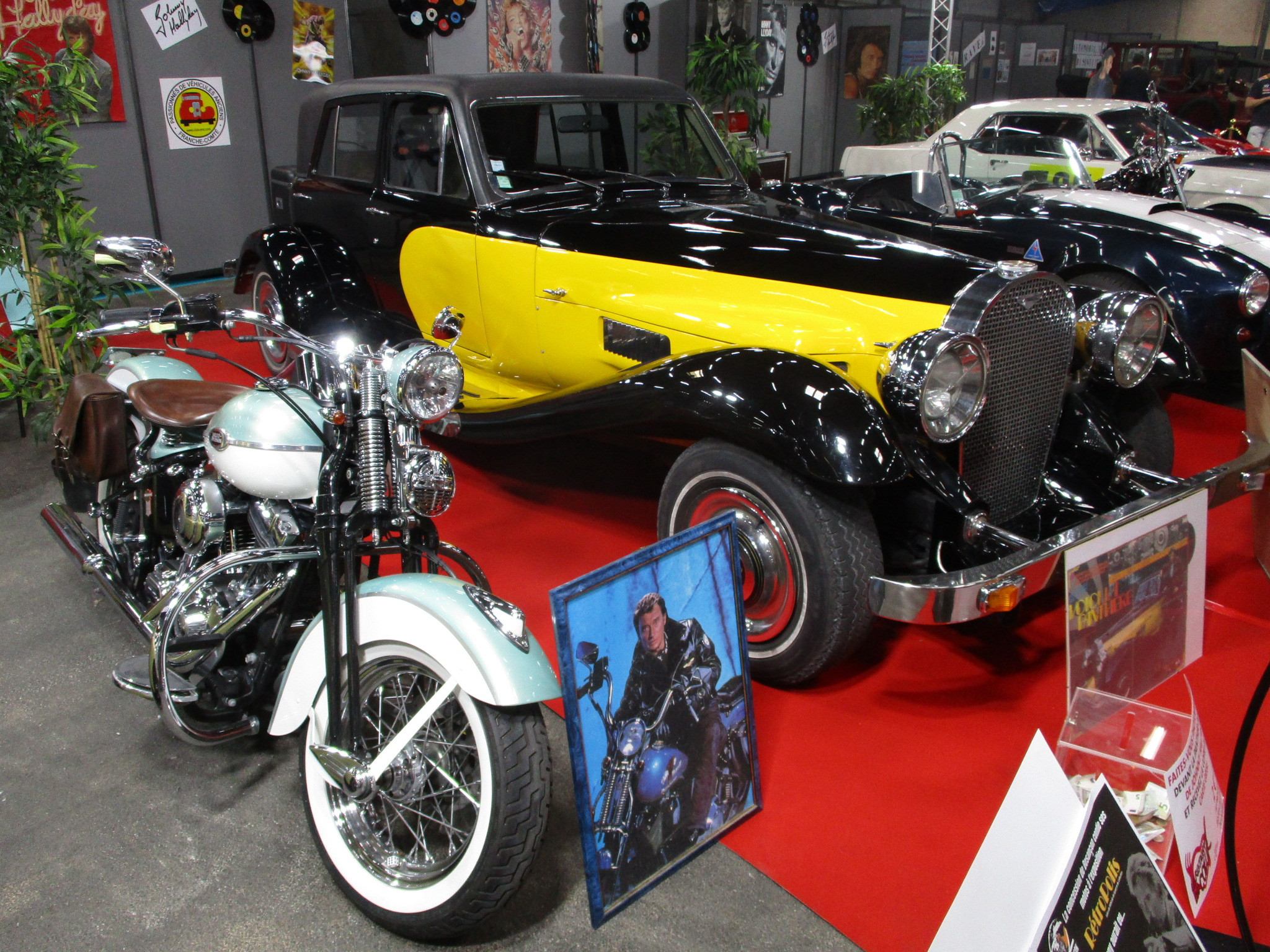
Panther De Ville de Johnny Hallyday.

En 1988 Tom Wheatcroft confie à l'entreprise Ashton Keynes Vintage Restorations la construction d'une réplique exacte du Coupé Napoléon personnel d'Ettore Bugatti (numéro de châssis 41.100), pour la Donington Grand Prix Collection en Angleterre et pour le film italien Rebus de Massimo Guglielmi, avec Charlotte Rampling et Christophe Malavoy (actuellement exposée au musée automobile et technologique de Sinsheim en Allemagne). Dans les années 1970 la marque Panther Westwinds construit quelques Panther De Ville inspirées des Bugatti Royale, dont la Panther De Ville de Johnny Hallyday offerte en 1975 par son épouse Sylvie Vartan. Le designer Franco Sbarro s'est également inspiré de la Bugatti Royale pour son prototype de Sbarro Royale de 1979.